# Liste d'affaires criminelles françaises depuis 1900
Pour l’article homonyme, voir Liste d'affaires criminelles françaises.
Cette page présente de manière non exhaustive des affaires criminelles françaises notoires dont le déroulement s'est significativement réalisé après 1900.

## XXesiècle

### 1901-1910
| Année       | Département(s)   | Affaire                | Résumé | Condamnations et commentaires |
| ----------- | ---------------- | ---------------------- | --- | --- |
| 1905 - 1908 | Drôme            | Chauffeurs de la Drôme | De 1905 à 1908 dans la Drôme, actes de brigandage suivis d'assassinats par Urbain Liottard, Octave David et Louis Berruyer.                                                  | Urbain Liottard est condamné le 10 juillet 1909 à la peine de mort, Octave David à la peine de mort, Louis Berruyer à la peine de mort par les assises de la Drôme. Guillotinés le 22 septembre 1909 à Valence. |
| 1907        | Seine            | Affaire Soleilland     | Le 31 janvier 1907 à Paris, meurtre de Marthe Erbelding, onze ans, après avoir été violée et poignardée.                                                                     | Albert Soleilland est condamné le 23 juillet 1907 à la peine de mort. Gracié, il meurt au bagne en 1920 après 13 ans de détention.                                                                              |
| 1907        | Gironde          | Crime de Langon        | Le 6 février 1907 à Langon, assassinat crapuleux d'un agent d'assurance, Jean-Théodore Monget étranglé avec une serviette, commis par Jean-Eugène Branchery et Henri Parrot. | Jean-Eugène Branchery est condamné le 29 février 1908 à la peine de mort, Henri Parrot à la peine de mort par les assises de la Gironde. Ils sont graciés le 18 juillet 1908. Suites inconnues.                 |
| 1909        | Seine-et-Oise    | Affaire Bourette       | Le 22 octobre 1909 au Vésinet, empoisonnement du ténor belge Jules Godart par Marie Bourette.                                                                                | Marie Bourette est condamnée le 13 juillet 1910 aux travaux forcés à perpétuité par les assises de Seine-et-Oise. Suites inconnues.                                                                             |
| 1910        | Seine            | Affaire Liabeuf        | Le 8 janvier 1910 à Paris, assassinat d'un policier par Jean-Jacques Liabeuf cordonnier, estimant avoir été condamné à tort pour proxénétisme.                               | Jean-Jacques Liabeuf est condamné le 4 mai 1910 à la peine de mort par les assises de la Seine. Exécuté par décapitation le 1er juillet 1910 à Paris.                                                           |
| 1910        | Seine-Inférieure | Affaire Durand         | Le 9 septembre 1910 au Havre, meurtre de Louis Dongé au cours d'une rixe lors d'une grève.                                                                                   | Jules Durand est condamné le 25 novembre 1910 à la peine de mort par les assises de Seine-Inférieure. Gracié et libéré le 15 février 1911 après 1 an de détention.                                              |

### 1911-1922
| Année     | Département(s)                        | Affaire                     | Résumé | Condamnations et commentaires |
| --------- | ------------------------------------- | --------------------------- | --- | --- |
| 1911-1912 | Paris, Val-de-Marne, Val-d'Oise, Oise | La Bande à Bonnot           | Série de braquages et de meurtres. | Les méfaits de la bande inspirent notamment un film, sorti en 1968. |
| 1913      | Loire-Inférieure                      | Affaire Marcel Redureau     | Meurtre de sept personnes le 30 septembre 1913, dans le village de Bas-Briacé, commune du Landreau. Un adolescent de quinze ans, Marcel Redureau, avoue être l'auteur des faits. | L'affaire intéresse notamment Gide, qui publie à son sujet en 1930 un recueil de documents. |
| 1914      | Paris                                 | Affaire Caillaux            | Assassinat du directeur du Figaro, Gaston Calmette, le 16 mars 1914, par l'épouse de Joseph Caillaux, irritée par une campagne de presse dirigée contre son mari, ministre des Finances du gouvernement Doumergue. | Le président de la République fait une déposition au cours du procès. Henriette Caillaux sera finalement acquittée, son crime étant considéré comme un crime passionnel.                                                            |
| 1914      | Paris                                 | Affaire Villain             | Assassinat du leader socialiste Jean Jaurès, le 31 juillet 1914 par Raoul Villain. | Jugé cinq ans après les faits, Raoul Villain est acquitté le 29 mars 1919 par onze voix sur douze, tandis que la veuve de Jaurès est condamnée aux dépens (paiement des frais du procès).                                           |
| 1915-1919 | Yvelines                              | Affaire Landru              | Assassinat de onze femmes entre février 1915 et janvier 1919 à Vernouillet et à Gambais par Henri Désiré Landru. | L'affaire inspire un film en 1947 de Charlie Chaplin, et plus explicitement Landru (film, 1963) de Claude Chabrol en 1963. |
| 1916      | Algérie française                     | Affaire de Foucauld         | Assassinat de Charles de Foucauld 58 ans prêtre ermite le 1er décembre 1916 dans le Sahara algérien abattu par des pillards. | |
| 1917-1922 | Corrèze                               | Affaire du corbeau de Tulle | Vague de lettres anonymes signées « L'Œil de tigre » et dénonçant les faits et gestes des uns et des autres, a causé un mort en décembre 1921 et des suicides. | Cette affaire a un retentissement national. Piégée lors d'une dictée collective, Angèle Laval est condamnée. Elle meurt le 16 novembre 1967, à l'âge de 81 ans. L'affaire inspire Le Corbeau (film, 1943) de Henri-Georges Clouzot. |
| 1920-1922 | Paris                                 | Affaire Bassarabo           | Assassinat du commissionnaire Georges Bassarabo, le 31 juillet 1920, dont on a découvert le corps dans une malle expédiée à Nancy. Son épouse, née Louise Grouès, écrivaine et militante féministe connue sous le nom de plume d'Héra Mirtel, défendue par Vincent de Moro-Giafferri, est jugée en juin 1922 aux assises de la Seine en même temps que sa fille, Paule Jacques. À l'issue d'un procès riche en coups de théâtre, Paule Jacques est acquittée, et sa mère, bénéficiant de circonstances atténuantes, condamnée à vingt ans de travaux forcés. Elle meurt à Rennes le 21 mars 1931. | Le crime et le procès firent la une de la presse, en raison de la personnalité de l'accusée et de l'étrangeté du procédé dit de la "malle sanglante". Plusieurs ouvrages et documentaires télévisés s'en font l'écho.               |

### 1923-1930
| Année     | Département(s)                   | Affaire              | Résumé | Condamnations et commentaires |
| --------- | -------------------------------- | -------------------- | --- | --- |
| 1922-1929 | Hérault                          | Affaire Laget        | Meurtres par empoisonnement perpétrés par Pierre Laget, sur sa première épouse, le 28 mai 1922, puis sur sa tante, en 1923, ainsi que sur sa seconde épouse, le 12 août 1929. Il tente également de tuer sa sœur par empoisonnement, entre décembre 1929 et février 1930. | L'affaire inspire un livre paru en 2015 : "L'affaire Laget, une énigme qui bouleversa le Midi de la France". |
| 1923      | Finistère ?, Région parisienne ? | Affaire Seznec       | Disparition du conseiller général Pierre Quémeneur dans la nuit du 25 au 26 mai 1923, lors d'un voyage de Rennes à Paris. Guillaume Seznec qui l'accompagnait est condamné en 1924 aux travaux forcés à perpétuité pour meurtre et faux en écriture.                      | À la suite du jugement, une dizaine de requêtes en révision déposées et rejetées entre 1926 et 2006. L'affaire inspire à Denis Langlois un livre, L'Affaire Seznec (Plon, 1988) qui recevra en 1989 le Prix des Droits de l'homme et donnera lieu en 1993 à une adaptation en téléfilm d'Yves Boisset, avec Christophe Malavoy dans le rôle de Guillaume Seznec. |
| 1925      | Paris                            | Affaire Berger       | Assassinat d'Ernest Berger, trésorier de l'Action française, le 26 mai 1925, dans la station de métro Saint-Lazare, d'une balle dans le dos par la jeune militante anarchiste Maria Bonnefoy, prétendument pour sa ressemblance avec Charles Maurras.                     | Elle sera déclarée atteinte de démence totale. |
| 1925      | Bouches-du-Rhône                 | Affaire Sarrejani    | Meurtre par un avocat escroc de l'un de ses complices et de la maîtresse de celui-ci le 20 août 1925 dans la région d'Aix-en-Provence. | L'affaire inspire Le Trio infernal, sorti en 1974. |
| 1926      | Paris                            | Affaire Schwartzbard | Assassinat de Symon Petlioura dirigeant socialiste et indépendantiste ukrainien le 25 mai 1926 par le militant révolutionnaire Sholem Schwartzbard. | |
| 1927-1949 | Vienne                           | Affaire Besnard      | Mort, à Loudun, de plusieurs personnes dont on a soupçonné qu'elles auraient été empoisonnées à l'arsenic par l'une de leurs parentes ou relations, Marie Besnard. | |
| 1928      | Paris                            | Affaire Landy        | Meurtre de Paul Grappe abattu par son épouse Louise Landy le 21 juillet 1928. | L'affaire inspire Nos années folles d'André Téchiné, sorti en 2017. |
| 1928      | Alpes de Haute-Provence          | Tuerie de Valensole  | Mort, à Valensole, de cinq personnes dont deux enfants dans une ferme isolée, les deux assassins (Jules Ughetto et Micha Witkowski) sont rapidement arrêtés, jugés et condamnés à la peine capitale                                                                       | |

### 1931-1940
| Année     | Département(s)                | Affaire               | Résumé | Condamnations et commentaires |
| --------- | ----------------------------- | --------------------- | --- | --- |
| 1932      | Paris, Seine                  | Affaire Gorgulov      | Assassinat du président Paul Doumer le 6 mai 1932 par Paul Gorgulov.                                                                                         | |
| 1933      | Sarthe                        | Affaire Papin         | Meurtre par deux sœurs, Christine et Léa Papin, employées de maison, de leur patronne et de sa fille le 2 février 1933 au Mans.                              | L'affaire, dans laquelle on a pu voir un drame lié à la lutte des classes sociales, aurait notamment inspiré la pièce Les Bonnes de Jean Genet. Elle inspire également le film Les Blessures assassines et, moins directement le film La Cérémonie de Claude Chabrol.             |
| 1933      | Paris, Seine                  | Affaire Nozière       | Empoisonnement des membres de sa famille par Violette Nozière, le 21 août 1933.                                                                              | L'affaire inspire, en 1977, un film de Claude Chabrol. |
| 1933      | Paris, Seine                  | Affaire Dufrenne      | Meurtre d'Oscar Dufrenne, directeur du Palace dans son bureau le 24 septembre 1933.                                                                          | « Le crime du Palace ». |
| 1934      | Haute-Savoie                  | Affaire Stavisky      | Mort dans des circonstances suspectes d'Alexandre Stavisky, le 8 janvier 1934 à Chamonix.                                                                    | L'affaire entraîne un scandale politico-financier et contribue à la chute du gouvernement Camille Chautemps et au déclenchement des émeutes antiparlementaires du 6 février 1934. Elle inspire Stavisky (film) d'Alain Resnais, sorti en 1974.                                    |
| 1934      | Martinique                    | Affaire Aliker        | André Aliker, militant communiste martiniquais, est retrouvé mort ligoté le 12 janvier 1934 à Case-Pilote.                                                   | Sa mort est un détonateur pour le mouvement ouvrier en Martinique. |
| 1934      | Bouches-du-Rhône              | Affaire Tchernozemski | Assassinat du roi de Yougoslavie Alexandre Ier par le nationaliste bulgare Vlado Tchernozemski, le 9 octobre 1934 à Marseille.                               | Louis Barthou ministre des Affaires étrangères, blessé au bras par un tir ami meurt peu après. |
| 1934      | Var                           | Affaire Sasia         | Meurtre de quatre personnes dans le Haut-Var | Giuseppe Sasia, surnommé « le tueur de bergers » ou « le tueur du Haut-Var » assassine quatre personnes en quelques mois. Il avoue les meurtres avant de n'en reconnaître que deux. Condamné en décembre 1935, il est guillotiné à Draguignan le 17 février 1936.                 |
| 1935      | Seine-et-Oise                 | Affaire Tharault      | Meurtre du cycliste Henri Pélissier abattu par sa maîtresse Camille Tharault le 1er mai 1935 à Dampierre-en-Yvelines.                                        | |
| 1937      | Seine-et-Oise, Seine-et-Marne | Affaire Weidmann      | Enlèvements et meurtres de six personnes, du 21 juillet au 27 novembre 1937 par Eugène Weidmann.                                                             | Le dernier condamné à avoir été guillotiné en public en France. |
| 1938      | Ille-et-Vilaine               | Affaire Pilorge       | Meurtre d'un jeune Mexicain, Nestor Escudero, par Maurice Pilorge le 6 août 1938 dans un hôtel de Dinard. Pilorge est guillotiné à Rennes le 4 février 1939. | L'affaire, qui semble avoir marqué l'écrivain Jean Genet, est mentionnée – du moins le nom de Pilorge –, notamment dans Notre-Dame des Fleurs. |
| 1940-1943 | Manche                        | Affaire Giraud        | Vingt-sept avortements illégaux dans la région de Cherbourg par Marie-Louise Giraud.                                                                         | Elle est la seule femme – mais non la seule personne – à avoir été guillotinée pour ce motif en France. Elle inspire le film Une affaire de femmes de Claude Chabrol. À la suite de cette affaire, une loi paraît qui promulgue que seul un médecin peut prescrire un avortement. |

### 1941-1950
| Année     | Département(s)              | Affaire                                             | Résumé | Condamnations et commentaires |
| --------- | --------------------------- | --------------------------------------------------- | --- | --- |
| 1941      | Drôme                       | Affaire Dormoy                                      | Assassinat de Marx Dormoy, homme politique, par Ludovic Guichard, Yves Moynier et Maurice Vaillant, d'anciens cagoulards, avec la complicité d'une comédienne, Annie Mourraille qui a servi d'« appât ». C'est la mort de Maurice Vaillant, avec deux complices, dans l'explosion de leur bombe destinée à un acte terroriste antisémite, à Nice, dans la nuit du 14 au 15 août 1941, qui met les enquêteurs sur la bonne piste.                                                                          | Les prévenus ne seront jamais jugés, et seront libérés de la prison de Largentière, le 23 janvier 1943, par des militaires allemands. |
| 1941      | Paris                       | Affaire Gitton                                      | Assassinat de Marcel Gitton, homme politique le 5 septembre 1941 dans une rue des Lilas par Marcel Cretagne, membre du détachement Valmy, groupe d'action sous la direction du Parti communiste visant notamment à exécuter les « traîtres ». | |
| 1941-1944 | Paris                       | Affaire Petiot                                      | Assassinat de vingt-sept personnes durant l'Occupation, par le docteur Marcel Petiot. | L'affaire inspire notamment Docteur Petiot (film), sorti en 1990. |
| 1941-1944 | Paris                       | Affaire de la Gestapo française de la rue Lauriston | Beaucoup de résistants torturés dans cette maison durant l'Occupation, par des français, agents auxiliaires de la Gestapo du groupe Bonny-Lafont. | Période de la Seconde Guerre mondiale. Traduits en justice en décembre 1944, ils sont condamnés à mort et fusillés. |
| 1943 ?    | Moselle                     | Affaire Moulin                                      | Jean Moulin, haut fonctionnaire et résistant français, fut torturé par le chef de la Gestapo de Lyon, Klaus Barbie, avant de mourir de ses blessures dans le train qui le transporte en Allemagne peu avant le passage de la frontière. | Période de la Seconde Guerre mondiale. La date officielle de sa mort le 8 juillet 1943, laisse planer un doute. Le lendemain, le corps d’« un ressortissant français décédé en territoire allemand » — présumé être Jean Moulin — est rapatrié à Paris, gare de l'Est et aussitôt incinéré, et l'urne transférée au Panthéon ne contient que les « cendres présumées du décédé ». Son tortionnaire, Klaus Barbie, mourra en prison près de 50 ans plus tard. |
| 1943      | Paris                       | Affaire Ritter                                      | Julius Ritter, colonel SS qui supervisait en France le STO est tué le 28 septembre 1943 par une équipe des FTP-MOI. | |
| 1944      | France                      | Affaire Barbie                                      | Klaus Barbie, criminel de guerre allemand, officier SS sous le régime nazi, en fuite durant plus de 40 ans, a finalement été extradé de Bolivie vers la France et est reconnu coupable de dix-sept crimes contre l'humanité et le condamne à la prison à perpétuité « pour la déportation de centaines de Juifs de France et notamment l'arrestation, le 6 avril 1944, de 44 enfants juifs et de 7 adultes à la maison d'enfants d'Izieu et leur déportation à Auschwitz. Barbie meurt en prison en 1991. | « Le boucher de Lyon » |
| 1944      | Paris                       | Affaire Bernardy de Sigoyer                         | Assassinat de Jeanine Kergot par son époux Alain de Bernardy de Sigoyer, le 29 mars 1944. | |
| 1944      | Manche                      | Affaire Whitfield                                   | Viol d'une jeune réfugiée polonaise dans une ferme normande de Sainte-Mère-Église par Clarence Whitfield, GI noir américain, quelques jours après le débarquement du 6 juin 1944. | Whitfield est condamné et pendu. |
| 1944      | Allier                      | Affaire Zay                                         | Assassinat de Jean Zay, avocat le 20 juin 1944 par Charles Develle, responsable de la sécurité de la Milice. | Interpellé à Naples, jugé en février 1953, Develle est condamné aux travaux forcés à perpétuité par le tribunal militaire de Lyon, puis libéré deux ans plus tard. |
| 1944      | Ain                         | Exécution de sept Juifs au cimetière de Rillieux    | Exécution des sept Juifs au cimetière de Rillieux le 29 juin 1944 par la milice française sous la responsabilité de Paul Touvier, en représailles à l'assassinat du secrétaire d'État à l'Information de Vichy Philippe Henriot, exécuté par des résistants (s'étant fait passer pour des miliciens), à Paris, le 28 juin 1944. | Touvier est traqué pendant la Libération, il a réussi néanmoins à se cacher chez des amis. Double condamnation à mort à son rencontre en 1946 et 1947, il profite d'un défaut de surveillance pour s'évader. Il repart en cavale dans des réseaux catholiques, puis et finalement arrêté en 1989, jugé et condamné en 1994 à la réclusion criminelle à perpétuité. Il est le premier Français condamné pour crimes contre l'humanité. Touvier est également soupçonné d'avoir assassiné les époux Basch en 1944. Touvier meurt en prison en 1996 d'un cancer de la prostate généralisé à la prison de Fresnes à l'âge de 81 ans. |
| 1944      | Hauts-de-Seine              | Affaire Barthélémy                                  | Assassinat de Georges Barthélémy, maire français, le 10 juillet 1944. | |
| 1944      | Paris                       | Affaire Van Aerden                                  | Assassinat de François Van Aerden, diplomate belge réfugié en France, dans des circonstances mystérieuses le 1er septembre 1944. | |
| 1945-1951 | Paris                       | Gang des Tractions Avant                            | Banditisme. Pierre Loutrel, dit « Pierrot le Fou », Émile Buisson, René Girier, dit « René la Canne »… | Le gang inspire plusieurs films, dont Le Bon et les Méchants en 1976 et René la Canne en 1977. |
| 1946      | Indre                       | Affaire Carteron                                    | Assassinat de la famille Carteron le 21 juillet 1946 aux « Ajoncs-Barrats » près de Bommiers. | |
| 1946      | Indre                       | Affaire Mis et Thiennot                             | Assassinat de Louis Boistard garde-chasse le 29 décembre 1946 à Mézières-en-Brenne par Raymond Mis et Gabriel Thiennot. | |
| 1947      | Maine-et-Loire              | Affaire Leloy                                       | Assassinat d'Albert Leloy, le 10 décembre 1947 à Baugé à coups de hache, par son épouse Germaine. | Elle est la dernière condamnée à mort exécutée en France. |
| 1950-1993 | Pas-de-Calais, Haute-Savoie | Affaire Sydor                                       | Meurtre d'une prostituée, vers 1950, meurtre de sa femme et tentative de meurtre de son beau-père près de Lens, le 22 décembre 1961, enlèvement viol et assassinat de Jessica Blanc, 7 ans, à Vacheresse, le 25 juillet 1993, par Michel Sydor. | « Le légionnaire » |

### 1951-1960
| Année     | Département(s)                | Affaire                                        | Résumé | Condamnations et commentaires |
| --------- | ----------------------------- | ---------------------------------------------- | --- | --- |
| 1951      | Guadeloupe                    | Affaire Fengarol                               | Assassinat supposé de Amédée Fengarol, 45 ans, maire de Pointe-à-Pitre en Guadeloupe le 11 janvier 1951. | |
| 1951      | Paris                         | Affaire Dubuisson                              | Assassinat de Félix Bailly par son ex-amoureuse Pauline Dubuisson, étudiante en médecine, le 17 mars 1951. | Cette affaire a inspiré le personnage du film La Vérité (film, 1960) d'Henri-Georges Clouzot.                                    |
| 1951      | Loiret                        | Affaire Chevallier                             | Assassinat, de Pierre Chevallier député et secrétaire d'état, le 12 août 1951 à Orléans par son épouse Yvonne. | |
| 1952      | Alpes-de-Haute-Provence       | Affaire Dominici                               | Meurtre de trois membres d'une famille anglaise, Jack, Anne et Elizabeth Drummond, dans la nuit du 4 au 5 août 1952 à Lurs. Gaston Dominici est longtemps soupçonné puis innocenté. | L'affaire inspire notamment L'Affaire Dominici (film, 1973) de 1973, avec Jean Gabin dans le rôle du patriarche Gaston Dominici. |
| 1953      | Pyrénées-Orientales           | Affaire Marty                                  | Empoisonnement supposé au gardénal de Jeanne Candela par sa cousine Marguerite Marty. | |
| 1954      | Paris                         | Affaire Fesch                                  | Braquage suivi du meurtre de Jean-Baptiste Vergne gardien de la paix, le 25 février 1954 par Jacques Fesch. | Guillotiné le 1er octobre 1957, il est considéré par certains catholiques comme un exemple de rédemption.                        |
| 1954-2007 | Var, Alpes-Maritimes          | Affaire Millet                                 | Série d'assassinats à Hyères par Albert Millet et une tentative le 17 février 2002 à Nice. | « Le sanglier des Maures » |
| 1955      | Protectorat français au Maroc | Affaire Lemaigre Dubreuil                      | Assassinat de Jacques Lemaigre Dubreuil 60 ans homme d'affaires et militant politique français abattu le 11 juin 1955 à Casablanca. | Le principal témoin est retrouvé « assassiné ou suicidé » un mois après les faits.                                               |
| 1955      | Somme                         | Affaire Avril                                  | Assassinat de Janet Marshall, 29 ans, institutrice britannique, le 28 août 1955 à la Chaussée-Tirancourt par Robert Avril. | |
| 1956      | Meuse                         | Affaire Desnoyers                              | Assassinat de Régine Fays, 19 ans, le 3 décembre 1956 sur la route qui mène à Pagny-la-Blanche-Côte par le prêtre catholique Guy Desnoyers, car elle est enceinte de lui. | |
| 1955      | Montfort-l'Amaury             | Affaire du double meurtre de Montfort-l'Amaury | L'accusé et les deux victimes négociaient un contrat militaire. Il leur avait transmis le dossier du "capitaine Lahana-Landrieux", ex-dirigeants du BCRA puis du SDECE, suicidé en 1946. Acteurs communs avec Affaire Lemaigre Dubreuil tué par La Main Rouge le 11 juin 1955, au principal témoin « assassiné ou suicidé » un mois après et l'affaire de la Vallée Blanche du 8 avril 1956.                                                           | Le double meurtre de Montfort-l'Amaury a lieu à seulement un kilomètre de l'étang Rompu et l'Affaire Robert Boulin               |
| 1956      | Chamonix                      | Affaire de la Vallée Blanche                   | Mort à 3000 mètres d'altitude, avec l'ex-champion de ski Joachim Muckenbrunn et Paul Demarchi, plus célèbre des guides de Chamonix, du trafiquant international de métaux précieux Frédéric Ebel, proche de Jacques Franchi, du « gang des cigarettes ». Ebel est recherché par la police. Son complice a réussi à passer en Italie avant. La colère que provoque la perte de Demarchi joue huit mois après un rôle dans l'Affaire Vincendon et Henry. | L'affaire de la Vallée Blanche a inspiré un roman écrit par un ami des victimes.                                                 |
| 1958-1959 | Seine-et-Marne, Val-de-Marne  | Affaire Rapin                                  | Crimes perpétrés par Georges Rapin. | « Monsieur Bill » |
| 1959-1980 | Hérault, Var, Corse-du-Sud.   | Affaire Recco                                  | Meurtre par Tommy Recco de son parrain à Propriano en 1960, puis trois caissières en 1979 à Béziers, et trois personnes en 1980 à Carqueiranne. Celui-ci est soupçonné d'être à l'origine de la disparition de trois touristes allemandes à Propriano, en 1959. | Tommy Recco, incarcéré depuis 1980, est le plus ancien détenu de France.                                                         |

### 1961-1970
| Année       | Département(s)                                    | Affaire                              | Résumé | Condamnations et commentaires |
| ----------- | ------------------------------------------------- | ------------------------------------ | --- | --- |
| 1961        | Algérie française                                 | Affaire Rossello                     | Barthélémy Rossello, 25 ans agent, est abattu par l'OAS le 19 mars 1961. | |
| 1961        | Haute-Savoie                                      | Affaire Blanc                        | Assassinat de Camille Blanc, maire d’Évian, le 31 mars 1961 à Évian-les-Bains par l'OAS. | |
| 1961        | Algérie française                                 | Affaire Gavoury                      | Roger Gavoury, 25 ans commissaire central d'Alger est assassiné dans l'exercice de ses fonctions de commissaire central d'Alger le 31 mai 1961. Il est le premier fonctionnaire tué par l'OAS. | Dix personnes impliquées dans son assassinat sont déférées au tribunal militaire par décret du Président de la République du 6 février 1962, parmi lesquelles le lieutenant déserteur Roger Degueldre (alors en fuite), le sergent déserteur Albert Dovecar et Claude Piegts : pour ces derniers, le procès se déroule au Palais de justice de Paris du 26 au 30 mars 1962. Arrêté le 7 avril 1962, Roger Degueldre est traduit le 28 juin 1962 devant la Cour militaire de justice, au Fort neuf de Vincennes. Les deux premiers sont fusillés le 7 juin 1962, le troisième le 6 juillet 1962. |
| 1961        | Marne                                             | Attentat du train Strasbourg-Paris   | Attentat à la bombe perpétré par l'OAS le 18 juin 1961 faisant 24 morts et 132 blessés. | |
| 1961        | Rhône                                             | Affaire Deveaux                      | Assassinat de Dominique Bessard sept ans le 7 juillet 1961 à Bron-Parilly dans la proche banlieue lyonnaise. Cas d'erreur judiciaire : Jean-Marie Deveaux, rejugé, est acquitté en 1969. | Le second procès est à l'origine en France de la loi sur l'indemnisation des personnes acquittées, relaxées ou bénéficiaires d'un non-lieu, ayant subi une détention qui a provoqué pour elles un préjudice d'une particulière gravité. |
| 1961-1979   | France, Québec, Suisse, Espagne, Italie, Belgique | Affaire Mesrine                      | Banditisme, braquages, évasions, enlèvement, tentative d'assassinat par Jacques Mesrine. | Jacques Mesrine est abattu par la police le 2 novembre 1979. |
| 1962        | Algérie française                                 | Affaire Petitjean                    | Camille Petitjean, ingénieur des Arts et Métiers est enlevé le 26 février 1962 à Rouïba. | Son corps est retrouvé criblé de balles près d'Orléansville en mars 1962. |
| 1962        | Hauts-de-Seine                                    | Attentat d'Issy-les-Moulineaux       | Attentat à la voiture piégée survenu à Issy-les-Moulineaux le 10 mars 1962, entraînant la mort de trois personnes et faisant quarante-sept blessés. | |
| 1962        | Hauts-de-Seine                                    | Attentat du Petit-Clamart            | Tentative d'assassinat du général de Gaulle, président de la République dans la soirée du 22 août 1962 à Clamart, en banlieue sud, près de Paris. | Un groupe (OAS-Métropole / OAS-CNR) dirigé par le lieutenant-colonel Bastien-Thiry veut éliminer de Gaulle. L'attentat échoue et ils sont traduits en justice : seul Bastien-Thiry est condamné à la peine de mort et fusillé, le dernier à subir ce sort. |
| 1962-1963   | Loire                                             | Affaire Hachani                      | Série de meurtres perpétrée par Saïb Hachani à des fins pécuniaires. | Le 22 mars 1966, Saïb Hachani est guillotiné. |
| 1963        | Hauts-de-Seine                                    | Affaire Henri Lafond                 | Henri Lafond, banquier, est assassiné le 6 mars 1963 de trois coups de pistolet 11,43 par Jean de Brem, journaliste et ancien parachutiste. | Le 18 avril 1963, de Brem est abattu par la police sur la montagne Sainte-Geneviève, alors qu'il tentait de voler une voiture pour s'enfuir. |
| 1964        | Essonne                                           | Affaire Léger                        | Meurtre de Luc Taron, 11 ans, le 27 mai 1964 dans les bois de Verrières-le-Buisson par Lucien Léger. | |
| 1964        | Var                                               | Affaire Saint-Aubin                  | Le 5 juillet 1964, près de Fréjus, deux jeunes gens, Jean-Claude Saint-Aubin et Dominique Kaydash, sont tués dans un accident de voiture. Les parents Saint-Aubin affirment que leur fils a été victime d'un attentat des services secrets français. Un camion militaire aurait provoqué l'accident. | En 1990, le ministère de la Justice alloue à M. et Mme Saint-Aubin une indemnité de 500 000 francs pour mauvais fonctionnement de l'institution judiciaire. |
| 1965        | Bouches-du-Rhône                                  | Affaire Blémant                      | Assassinat de Robert Blémant, ancien policier et résistant le 15 mai 1965 dans sa voiture. | Les deux assassins de Blémant, seront assassinés à leur tour en 1966 et 1969, ainsi que leur complice qui conduisait la voiture lors du meurtre. |
| 1965        | Paris                                             | Affaire Ben Barka                    | Enlèvement et disparition de l'homme politique marocain Mehdi Ben Barka, le 29 octobre 1965. | |
| 1966        | Cher                                              | Affaire Georges Segretin             | Assassinat de Georges Ségretin, chef de bureau de la Société générale à La Guerche par Ernest Rodric. | « L'affaire du Bois Bleu ». Monique Case est finalement innocentée. |
| 1966        | Marne, Ardennes                                   | Affaire du gang des masques de nylon | Braquages multiple ainsi qu'un homicide involontaire | Condamnation de Janos C. à 12 ans de réclusion criminelle. Suicide de Ferenc E. |
| 1967        | Moselle                                           | Affaire Volz                         | Viol et meurtre de Solange Kintzinger, 9 ans, le 13 mars 1967 à Basse-Yutz par Günther Volz. | |
| 1967        | Bouches-du-Rhône                                  | Affaire Guérini                      | Meurtre d'Antoine Guérini, gangster dans sa voiture le 23 juin 1967. | |
| 1967        | Bouches-du-Rhône ?                                | Affaire des frères Guérini           | Barthélemy Guérini, François Guérini et Pascal Guérini sont arrêtés pour le meurtre d'un cambrioleur qui s'était attaqué à la villa d'Antoine Guérini pendant son enterrement. Le cambrioleur s'appelait Mondroyan et était revenu restituer ce qu'il avait volé.[réf. souhaitée]                    | François meurt en prison peu de temps après et Barthélemy est condamné à vingt ans de prison, bien qu'il n'ait cessé de clamer son innocence, et Pascal à quinze ans. Barthélemy meurt d'un cancer du rectum en 1982, dans une clinique de Montpellier. |
| 1967        | Aisne                                             | Affaire Olivier                      | Meurtres de Pierrette Demarle douze ans et son frère Lucien dix ans, le 17 juin 1967 à Montlevon par Jean-Laurent Olivier ouvrier agricole. | |
| 1968        | Yvelines                                          | Affaire Marković                     | Assassinat de Stevan Marković, employé d'Alain Delon. | Le meurtre reste officiellement non résolu mais l'affaire emballe la machine médiatique lorsqu'il implique Claude Pompidou, l'épouse de l'ancien Premier ministre et futur président de la République, certains milieux parisiens tentant de greffer sur ce crime un scandale d'État visant Georges Pompidou. |
| 1968        | Savoie                                            | Affaire Thévenin                     | Décès suspect d'un jeune homme, Jean-Pierre Thévenin, dans une cellule du commissariat de Chambéry. | Cette affaire donne lieu à des manifestations militantes et inspire une pièce de théâtre J'ai confiance en la justice de mon pays d'Alain Scoff (1973). |
| 1968 - 1990 | Paris, Orne                                       | Affaire Willoquet                    | Banditisme, braquages, évasion par Jean-Charles Willoquet. | |
| 1969        | Paris                                             | Affaire de la Pharmacie Delaunay     | Braquage sanglant de la pharmacie Delaunay, coûtant la vie à deux personnes et en blessant deux autres, le 19 décembre 1969. Pierre Goldman, reconnu coupable dans un premier temps, voit l'arrêt de la cour d'assises cassé. Il sera assassiné dix ans plus tard.                                   | À la suite du procès Goldman, des personnalités intellectuelles ou artistiques de gauche, telles que Jean-Paul Sartre, Simone de Beauvoir, Simone Signoret ou Maxime Le Forestier – qui écrira sur lui sa chanson La Vie d'un homme – prennent fait et cause pour lui. |
| 1969 - 1976 | Oise                                              | Affaire Barbeault                    | Série de meurtres commis par Marcel Barbeault, dans la région de Nogent-sur-Oise. | « Le tueur de l'ombre ». |

### 1971-1980
| Année       | Département(s)                               | Affaire                                          | Résumé | Condamnations et commentaires |
| ----------- | -------------------------------------------- | ------------------------------------------------ | --- | --- |
| 1971        | Aube                                         | Affaire Buffet et Bontems                        | Prise d'otages, dont deux sont exécutés, le 21 septembre 1971 à la prison de Clairvaux. | L'affaire, qui débouche en 1972 sur l'exécution des deux hommes, Buffet et Bontems, aura une influence sur l'un des deux avocats de ce dernier, Robert Badinter, convaincu que son client n'a tué personne, et qui sera moins de dix ans plus tard le principal artisan de l'abolition de la peine de mort en France. |
| 1971 - 1999 | Seine-et-Marne                               | Affaire Gouardo                                  | Séquestration, viol et torture de Lydia Gouardo par son père légitime (mais pas biologique) Raymond Gouardo pendant 28 ans. | Raymond est mort impuni des suites d'une maladie. Lucienne Ulpat, la belle-mère de Lydia a été condamnée à quatre ans de prison avec sursis pour non-empêchement de crime en 2008. |
| 1971        | Alpes-Maritimes                              | Affaire Ben Yanes                                | Agression d'une mère et meurtre de sa fille de sept ans le 28 septembre 1971 par Ali Ben Yanes. | « L'égorgeur de Gattières ». |
| 1971 - 1993 | Cher, Pyrénées-Orientales, Aude              | Affaire Tissier                                  | Série de viols et meurtres par Patrick Tissier. | "L'Ogre de Perpignan" |
| 1972        | Hauts-de-Seine                               | Affaire Tramoni                                  | Meurtre de Pierre Overney, militant maoïste de la Gauche prolétarienne, le 25 février 1972 par Jean-Antoine Tramoni, agent de sécurité de Renault. | Tramoni est assassiné à Limeil-Brévannes par deux tueurs à moto le 23 mars 1977. |
| 1972        | Pas-de-Calais                                | Affaire de Bruay-en-Artois                       | Assassinat de Brigitte Dewèvre, seize ans, le 6 avril 1972. | Des militants d'extrême gauche profitent de l'appartenance à la bourgeoisie de deux suspects mis en cause pour transformer cette affaire en symbole de la lutte des classes dans une région touchée alors par la fermeture des mines de charbon, mais les deux suspects sont finalement libérés, faute de preuves. |
| 1972        | Seine-Saint-Denis                            | Procès de Bobigny                                | Avortement d'une jeune fille mineure à la suite d'un viol, à l'époque où l'avortement est encore pénalisé. | L'affaire connaît un énorme retentissement et contribue à l'évolution vers la dépénalisation (1975) de l'interruption volontaire de grossesse. |
| 1972        | Charente                                     | Affaire Méchinaud                                | Disparition de la famille Méchinaud, le 25 décembre 1972, près de Cognac. | Cette affaire est un cas absolument unique à ce jour dans les annales judiciaires françaises, puisque c'est la seule affaire en France où, après la disparition d'une famille entière, aucun des corps n'a jamais été retrouvé, ni la voiture, et où l'on ne dispose ni du moindre témoignage ou du moindre indice, ni de rien qui permettrait d'orienter l'enquête. Mauvaise rencontre nocturne ? Suicide collectif ? Assassinat de la famille par le père, avant que lui-même ne mette fin à ses jours ou ne s'enfuie ? Fuite précipitée de la famille à l'étranger pour y commencer une nouvelle vie ? Toutes ces pistes (et d'autres encore) ont été explorées par les gendarmes chargés de l'enquête, en vain. |
| 1973        | Rhône                                        | Affaire Augé                                     | Assassinat du truand Jean Augé à Caluire-et-Cuire. | |
| 1974        | Bouches-du-Rhône                             | Affaire Ranucci                                  | Enlèvement et meurtre de Marie-Dolorès Rambla, huit ans, le 3 juin 1974 dans la région de Marseille par Christian Ranucci. | Condamné à mort le 10 mars 1976 et exécuté le 28 juillet de la même année. L'affaire a inspiré le livre, adapté au cinéma, Le Pull-over rouge (Ramsay, 1978), instillant le doute quant à la culpabilité de Ranucci, lequel livre (et film) a pu peser dans les débats concernant l'abolition de la peine de mort en France, et en tout cas sur l'opinion. À la suite de la parution du Pull-over rouge, trois requêtes en révision déposées et rejetées. |
| 1974        | Bouches-du-Rhône                             | Affaire Djandoubi                                | Séquestration, viol, torture et meurtre d'Élisabeth Bousquet, le 3 juillet 1974 dans la région de Marseille par Hamida Djandoubi. | Dernier condamné à mort exécuté en France. |
| 1974        | Bouches-du-Rhône                             | Affaire Tonglet-Castellano                       | Viol de deux jeunes femmes belges en août 1974 dans une calanque de Marseille, par trois jeunes habitants des environs. | Grâce à la ténacité des avocates des victimes et particulièrement de Gisèle Halimi, le procès se tient devant la cour d'assises des Bouches-du-Rhône (et non devant le tribunal correctionnel) en 1978. Les trois hommes sont condamnés à des peines modérées de prison ferme (six et quatre ans). Le procès provoque un débat de société et une prise de conscience plus large de ce qu'est le viol, aboutissant à la criminalisation de ce dernier en 1980. |
| 1974 - 1983 | Paris, Haute-Vienne, Drôme, Bouches-du-Rhône | Affaire Carlos                                   | Carlos, terroriste vénézuélien, est auteur de l'attentat du drugstore Publicis qui a coûté la vie de deux personnes et en blesse 34 autres le 15 septembre 1974, meurtre de Raymond Dous et Jean Donatini, inspecteurs à la DST et de Michel Moukharbalun, ressortissant libanais dans la nuit du 27 juin 1975 par le même auteur, attentat du Capitole ayant coûté la vie de 5 personnes et 28 blessés commis par ce dernier, il utilise une voiture piégée devant le siège du journal Al-Watan al-Arabi le 22 avril 1982 (un mort, 63 blessés), dans le TGV près de Tain-l'Hermitage et à la gare Saint-Charles de Marseille le 31 décembre 1983 (5 morts et 50 blessés). | Surnommé Carlos, tueur sans frontières, il a fait régner la terreur en France et en Europe pendant près de vingt ans, multipliant les meurtres et les attentats, il est condamné à la prison à perpétuité. |
| 1975        | Charente-Maritime                            | Affaire Mauvillain                               | Meurtre d'Élise Meilhan, professeur de musique retraitée agée de 76 ans, le 9 janvier 1975 à La Rochelle. | Condamné à dix-huit ans de réclusion fin 1975, Guy Mauvillain est rejugé et acquitté le 29 juin 1985. |
| 1975        | Rhône                                        | Affaire du juge Renaud                           | Assassinat du juge François Renaud le 3 juillet 1975 à Lyon. | Renaud est le premier magistrat à être assassiné depuis l'Occupation en France. Après dix-sept ans d'instruction, le juge d'instruction Georges Fenech rend une ordonnance de non-lieu le 17 septembre 1992. Sa vie a inspiré le film Le Juge Fayard dit « le Shériff » (1977). |
| 1975        | Nord                                         | Affaire Carrein                                  | Meurtre de Cathy Petit, huit ans, le 27 octobre 1975 à Arleux par Jérôme Carrein. | Avant-dernier condamné à mort exécuté le 23 juin 1977 à Douai. |
| 1975 - 2000 | Yonne                                        | Les disparues de l'Yonne                         | Viols et meurtres de plusieurs jeunes femmes handicapées mentales par Émile Louis. Certains corps n'ont jamais été retrouvés. | L'enquête, abandonnée, a été relancée par les médias audiovisuels et l'affaire a pu ainsi être résolue. |
| 1975 - 2007 | Nord                                         | Affaire Evrard                                   | Enlèvement et viol d'Enis Kocakurt, 5 ans, le 15 août 2007 à Roubaix par Francis Evrard violeur multirécidiviste. | La chaîne de télévision France 2 obtient l'autorisation de filmer le procès, pour une émission diffusée le 14 octobre 2010. |
| 1976        | Aube                                         | Affaire Henry                                    | Enlèvement et meurtre de Philippe Bertrand, 7 ans et demi, par Patrick Henry, en janvier 1976 à Troyes. | Le journaliste Roger Gicquel ouvrira le journal de TF1 par la phrase « La France a peur ». Affaire centrale dans les débats concernant l'abolition (1981) de la peine de mort en France. Henry, atteint d'un cancer du poumon, est décédé le 3 décembre 2017, après 40 ans de détention, moins de trois mois après sa sortie de prison. |
| 1976        | Territoire français des Afars et des Issas   | Prise d'otages de Loyada                         | Nadine Durand 5 ans et Valérie Geissbuhler 8 ans, sont tuées le 4 février 1976 à Loyada, lors de l'assaut de l'autobus scolaire à la suite de la prise d'otages par des militants indépendantistes du Front de libération de la Côte des Somalis. | |
| 1976        | Paris                                        | Affaire De Broglie                               | Assassinat commandité du député Jean de Broglie le 24 décembre 1976. | |
| 1977        | Alpes-Maritimes                              | Affaire Agnès Le Roux                            | Disparition d'Agnès Le Roux, riche héritière d'un casino à Nice. Son amant Jean-Maurice Agnelet est finalement condamné en 2014, soit près de quarante ans après les faits. | L'affaire inspire un film à André Téchiné, L'Homme qu'on aimait trop, sorti en 2014. |
| 1977        | Somme                                        | Affaire Cardon-Defosse                           | René Roullet, 64 ans, plombier retraité est torturé et tué chez lui à Amiens dans la nuit du 25 au 26 octobre 1977 par Michel Cardon et Jean-Yves Defosse. | |
| 1978        | Paris                                        | Affaire Empain                                   | Enlèvement le 23 janvier 1978 à Paris, suivi de sa séquestration jusqu'au 28 mars, du baron Empain, riche héritier et président du groupe Empain-Schneider. | L'affaire est le sujet principal du film Rapt (film, 2009) de Lucas Belvaux sorti en 2009 avec Yvan Attal dans le rôle du baron belge. |
| 1978        | Seine-Maritime                               | Affaire Duprat                                   | Assassinat, dans un attentat à la voiture piégée, de l'homme politique d'extrême-droite François Duprat, le 18 mars 1978 près de Caudebec-en-Caux. | |
| 1978        | Paris                                        | Affaire Curiel                                   | Assassinat aux circonstances troubles de Henri Curiel, militant d'extrême-gauche français alors qu'il se rend à son cours de Yoga le 4 mai 1978. | Ce fait-divers a inspiré à Gilles Perrault le livre Un homme à part, en 1984, et qui retrace la vie, les engagements militants de Curiel notamment en Égypte, en parallèle de l'exposé de l'enquête policière autour de son assassinat. En janvier 2018, la justice française a rouvert l’enquête sur l’assassinat d’Henri Curiel à la suite des aveux posthumes de René Resciniti de Says, un membre de l'Action française. |
| 1978        | Paris                                        | Attentat du 20 mai 1978 à Orly                   | Cet attentat fait deux morts parmi les policiers et cinq blessés, ainsi que les trois terroristes abattus. | Cet attentat est à l'origine d'une circulaire interministérielle organisant les prémices du plan Vigipirate. |
| 1978        | Bouches-du-Rhône                             | Tuerie du Bar du Téléphone                       | Fusillade, coûtant la vie à dix personnes, le 3 octobre 1978 à Marseille. | |
| 1978 - 1985 | Tarn, Paris, Hérault, Moselle, Essonne       | Affaire Sulak « L'Arsène Lupin des bijouteries » | Bruno Sulak est un célèbre braqueur pour ses bonnes manières, son côté avenant et son audace, ses braquages sans violence physique. Il est célèbre également pour plusieurs évasions de prison. | Il meurt le 29 mars 1985 à Paris lors d'une tentative d'évasion. |
| 1978 - 1979 | Oise                                         | Affaire Lamare                                   | Série de meurtres commis par Alain Lamare, gendarme modèle. | « Le tueur de l'Oise ». L'affaire inspire La prochaine fois je viserai le cœur sorti en 2014 ainsi qu'un épisode de la série Tandem en 2022. |
| 1979        | Paris                                        | Affaire Goldman                                  | Assassinat de Pierre Goldman – jugé dix ans plus tôt dans l'Affaire de la Pharmacie Delaunay – le 20 septembre 1979. | Le crime fut revendiqué par un mystérieux groupe d'extrême-droite, Honneur de la Police, mais jamais élucidé. |
| 1979        | Yvelines                                     | Affaire Boulin                                   | Mort dans des conditions suspectes de Robert Boulin, ministre du travail, le 30 octobre 1979 dans un étang de la forêt de Rambouillet. | |
| 1979 - 1987 | Paris, Yvelines                              | Action directe                                   | Série d'attentats et d'assassinats, dont ceux de Georges Besse et de l'ingénieur général René Audran, par un groupe terroriste. | |
| 1979 - 1988 | Bouches-du-Rhône, Gard                       | Affaires Luc Tangorre                            | Une série de viols de 1979 à 1981 à Marseille, puis deux viols en 1988 près de Nîmes par Luc Tangorre. | L'affaire est très médiatisée, et des intellectuels prennent la défense de Tangorre, parmi lesquels Pierre Vidal-Naquet, Marguerite Duras et Françoise Sagan ou les hommes politiques Robert Badinter, Albin Chalandon, Jean-Claude Gaudin ou Dominique Baudis. Tangorre va récidiver, démontrant qu'ils semblent avoir eu tort. |
| 1980        | Marseille                                    | Affaire Lahouri Ben Mohammed                     | Assassinat raciste d'un adolescent par un policier | Ce crime s'inscrit dans la hausse des meurtres racistes anti-algériens de 1981-1983 |
| 1980        | Paris                                        | Affaire Fontanet                                 | Assassinat du député Joseph Fontanet, 59 ans, le 2 février 1980. | |
| 1980        | Paris                                        | Attentat de la rue Copernic                      | Attentat antisémite visant la synagogue de la rue Copernic, le 3 octobre 1980. | |
| 1980        | Isère                                        | Affaire Pignot                                   | Disparition de Philippe Pignot, 13 ans, le 25 mai 1980 à La Morte-sur-Isère. | |
| 1980 - 1998 | Vosges, Haut-Rhin                            | Affaire Fruminet                                 | Viol et meurtre de Lucie-Andrée Perrotez-Bottini, le 28 mai 1980, à Évaux-et-Ménil, vol avec violence et agression à Colmar, en septembre 1989, deux agressions sexuelles dans cette même ville, en décembre 1991, et meurtre de deux femmes, les 13 et 20 novembre 1998, à Mulhouse et Colmar, commis par Jacques Fruminet. | Condamné, en juin 1981, à 15 ans de réclusion criminelle, par la Cour d'assises des Vosges. Condamné à quatre ans de prison ferme, en février 1990, par le tribunal correctionnel de Colmar. Condamné à neuf ans de prison ferme, en février 1992, par le tribunal correctionnel de Saint-Dié-des-Vosges. Condamné à la réclusion criminelle à perpétuité assortie d'une période de sûreté de 22 ans, en décembre 2001, par la Cour d'assises de Colmar. « Le tueur aux mille et un visages » |
| 1980        | Paris                                        | Affaire Althusser                                | Meurtre de son épouse par le philosophe Louis Althusser, le 16 novembre 1980. | |
| 1980-1983   | Essonne                                      | Meurtres de la RN 20                             | Meurtres de quatre jeunes femmes blondes laissées au bord de la RN 20. | |
| 1980-1987   | Marne                                        | Affaire des disparus de Mourmelon                | Disparitions de jeunes appelés et de civils aux environs du camp militaire de Mourmelon. | L'adjudant-chef Pierre Chanal, principal suspect, se suicide au début de son procès. |

### 1981-1990
| Année       | Département(s)                                                                                        | Affaire                                                   | Résumé | Condamnations et commentaires |
| ----------- | --- | --------------------------------------------------------- | --- | --- |
| 1981        | Bouches-du-Rhône                                                                                      | Tuerie d'Auriol                                           | Le 18 juillet 1981 à Auriol, exécution de Jacques Massié, chef du Service d'action civique des Bouches-du-Rhône, et de sept membres de sa famille. | Jean-Joseph Maria est condamné en mai 1985 à la réclusion criminelle à perpétuité, Lionel Collard à la réclusion criminelle à perpétuité, Ange Poletti à la réclusion criminelle à perpétuité par les assises des Bouches-du-Rhône. Suites inconnues. |
| 1981        | Bouches-du-Rhône                                                                                      | Affaire du Juge Michel                                    | Le 21 octobre 1981 à Marseille, assassinat du juge d'instruction Pierre Michel par un commando armé. | François Checchi est condamné le 30 juin 1988 à la réclusion criminelle à perpétuité assortie d'une période de sûreté de 18 ans, François Girard à la réclusion criminelle à perpétuité assortie d'une période de sûreté de 18 ans par les assises des Bouches-du-Rhône. Charles Altiéri est condamné le 19 avril 1991 à la réclusion criminelle à perpétuité par les assises des Bouches-du-Rhône. Charles Altiéri est libéré en octobre 2014 après 21 ans de détention, François Checchi en septembre 2014 après 28 ans de détention, François Girard en février 2017 après 31 ans de détention. |
| 1981 - 1986 | Paris                                                                                                 | Le Gang des Postiches                                     | Série de braquages avec prise d'otages par des gangsters déguisés du 6 octobre 1981 au 14 janvier 1986. | |
| 1981 - 1986 | Isère                                                                                                 | L'affaire des disparues de Pontcharra.                    | Disparition de trois jeunes femmes, entre 1981 et 1986, dans la seule ville de Pontcharra en Isère. | Une seule affaire de meurtre a été résolue, celle de Marie-Thérèse Bonfanti, 36 ans après les faits. En mai 2022, le meurtrier (Yves Chatain) reconnait les faits. Le meurtre est avoué mais néanmoins prescrit. |
| 1981 - 1997 | Paris                                                                                                 | Affaire Guy Georges                                       | Série de viols et sept assassinats de jeunes femmes par Guy Georges. | « Le tueur de l'Est parisien » |
| 1982        | Paris                                                                                                 | Affaire Francisci                                         | Assassinat de Marcel Francisci, homme politique et gangster, 62 ans, surnommé « l'empereur des jeux », dans le parking de l'immeuble où il résidait, rue de la Faisanderie, le 16 janvier 1982. | Il a déjà été la cible de deux tentatives d'assassinat (en Corse en 1958 et neuf ans plus tard à son domicile à l'ouest de Paris). |
| 1982        | Bouches-du-Rhône                                                                                      | Affaire Marletta                                          | Viol et meurtre de Christelle Bancourt, douze ans, en juin 1982 à Marseille par Christian Marletta. | Condamné en mars 1985 à la réclusion criminelle à perpétuité. Libéré en 2006. |
| 1982        | Cher                                                                                                  | Affaire Maïone-Libaude                                    | Jean-Pierre Maïone-Libaude, ancien membre de l'OAS est assassiné le 13 juin 1982 à Argent-sur-Sauldre. | |
| 1982        | Paris                                                                                                 | Attentat de la rue des Rosiers                            | Attentat antisémite visant un restaurant de la rue des Rosiers, le 9 août 1982. | |
| 1982        | Nord                                                                                                  | Tueries du Brabant                                        | Braquages sanglants à l'Épicerie Piot à Maubeuge le 13 août 1982. Un policier a été blessé, ainsi qu'un vol de quelques boîtes de thé et bouteilles de vin. | |
| 1982 - 1992 | Haute-Corse                                                                                           | Le Gang de la Brise de mer                                | Série de braquages. | |
| 1982        | Gard                                                                                                  | Affaire du Coral                                          | Abus sexuels sur mineurs dans un « lieu de vie » éducatif. | Très médiatisée, l'affaire se signale par la mise en cause de plusieurs personnalités publiques, laquelle donne lieu à un soupçon de manipulation d'origine politique ou policière. |
| 1983        | Alpes-Maritimes                                                                                       | Affaire Bernard Nut                                       | Assassinat de Bernard Nut, responsable de la DGSE, abattu le 15 février 1983 dans voiture à Rigaud. | |
| 1983        | Isère                                                                                                 | Affaire Ludovic Janvier                                   | Enlèvement de Ludovic Janvier, 6 ans, le 17 mars 1983 à Saint-Martin-d'Hères | Un des disparus de l'Isère. |
| 1983        | Corse-du-Sud                                                                                          | Affaire Guy Orsoni                                        | Guy Orsoni, 24 ans, militant nationaliste du FLNC est torturé puis exécuté. | Ses assassins sont eux-mêmes assassinés à la maison d'arrêt d'Ajaccio. |
| 1983        | Isère                                                                                                 | Affaire Grégory Dubrulle                                  | Disparition de Grégory Dubrulle, le 9 juillet 1983, rue Adrien Ricard à Grenoble. | Il reprend conscience le lendemain, gravement blessé à la tête, dans une décharge à Pommiers-la-Placette. |
| 1983        | Paris                                                                                                 | Attentat du 15 juillet 1983 à Orly                        | Attentat à la bombe perpétré dans le hall du terminal sud de l'aéroport d'Orly par une branche syrienne de l'ASALA, causant 8 morts et plus de 56 blessés. | |
| 1983        | Haute-Corse                                                                                           | Assassinat de Pierre-Jean Massimi                         | Assassinat du secrétaire général de la Haute-Corse, Pierre-Jean Massimi, le 13 septembre 1983. | |
| 1983        | Hauts-de-France                                                                                       | Assassinat de la famille Labrousse                        | Dans la nuit du 5 au 6 octobre 1983, six personnes de la famille Labrousse sont massacrées au domicile familial, à Saint-Martin-le-Nœud. Tuées par Pascal Dolique, apprenti charcutier, l’ex petit-ami de Caroline, l’aînée, qui n’acceptait pas leur séparation. L'assassin poignarde mortellement les parents, Jean-Jacques et Franciane, 41 et 37 ans les grands-parents maternels Georges et Christiane Becquet, 62 et 63 ans, Caroline, 18 ans et son petit frère Fabrice, 12 ans présents dans la maison. Seul Jean-Yves, 15 ans, souffrant de plusieurs troubles cognitifs, survit à ses blessures. Un voisin, Roland Bizet, 62 ans, meurt également d'une crise cardiaque en appelant les gendarmes. | Pascal Dolique, 23 ans,est condamné à la réclusion criminelle à perpétuité, et, par décision spéciale, la juridiction criminelle porte à dix-huit ans la période de sûreté. |
| 1983        | Gironde - Paris                                                                                       | Affaire Cardon                                            | Le 11 octobre 1983 à Pessac, Lionel Cardon tue un couple de médecins: François-Xavier Aran, chirurgien, est étranglé. Sa femme Aline, anesthésiste, est abattue. En fuite, il tue un motard de la police nationale d'une balle dans le cœur le 22 novembre 1983 à Paris. | Lionel Cardon est condamné le 16 avril 1986 à la réclusion criminelle à perpétuité assortie d'une période de sûreté de 18 ans par les assises de la Gironde. Libéré en octobre 2012 après 29 ans de détention. |
| 1983        | Bouches-du-Rhône                                                                                      | Affaire Hoareau                                           | Gilbert Hoareau, membre du clan de Tany Zampa, parrain défunt de Marseille, est assassiné le 6 octobre 1983 de cinq balles de gros calibre. | |
| 1983        | Tarn-et-Garonne                                                                                       | Affaire Habib Grimzi                                      | Le 14 novembre 1983 à Castelsarrasin, Habib Grimzi, touriste algérien est tué à bord d'un train Bordeaux-Vintimille par trois candidats à la Légion Etrangère. | Anselmo Elviro-Vidal est condamné le 25 janvier 1986 à la réclusion criminelle à perpétuité, Marc Béani à la réclusion criminelle à perpétuité, Xavier Blondel à 14 ans de réclusion criminelle par les assises du Tarn-et-Garonne. Suites inconnues. |
| 1983 - 1987 | Meurthe-et-Moselle                                                                                    | Affaire Maire                                             | Disparition de deux femmes en 1983 et en 1985, et meurtre d'une troisième en 1987 dans la région de Dombasle-sur-Meurthe. Soupçonné, Jacques Maire est acquitté au terme d'un troisième procès. | |
| 1983 - 1999 | Bas-Rhin, Yvelines, Eure                                                                              | Affaire Poirson                                           | Série de viols en 83-84, puis série de viols et meurtres en 95-99 par Louis Poirson. | Surnommé « Rambo » |
| 1984        | Vosges                                                                                                | Affaire Grégory                                           | Meurtre du petit Grégory Villemin, 4 ans, retrouvé ligoté, noyé dans la rivière Vologne le 16 octobre 1984. Un suspect, Bernard Laroche, membre de la famille, est abattu par Jean-Marie Villemin, père de la victime, puis Christine Villemin, mère de la victime, est à son tour suspectée d'avoir tué Grégory. En 1993, elle bénéficie d'un non-lieu rendu pour « absence totale de charges », une première en droit pénal. | L'affaire Grégory, du fait du caractère sordide du crime et de ses multiples rebondissements, est sans doute l'affaire criminelle la plus médiatisée de la seconde moitié du XXe siècle en France, et reste à ce jour une énigme. L'affaire suscite notamment l'intérêt de l'écrivain Marguerite Duras qui, se montrant persuadée de la culpabilité de la mère de la victime, justifie en même temps l'acte dont elle la suppose coupable. |
| 1984        | Paris                                                                                                 | Affaire Teddy Vrignault                                   | Disparition de Teddy Vrignault, 55 ans, humoriste et acteur, le 1er novembre 1984. | Son décès est prononcé le 1er novembre 2004, soit vingt ans après la date de sa disparition, ainsi que le prévoit la loi dans les cas de disparition non résolus. |
| 1984        | Paris                                                                                                 | Affaire Hattab-Sarraud-Subra                              | Assassinats crapuleux de deux hommes, le 7 et le 17 décembre 1984, par deux jeunes gens, une jeune fille, Valérie Subra, leur servant d'« appât ». | L'affaire inspire un livre, L'Appât, dont est tiré L'Appât (film, 1995), sorti en 1995. |
| 1984 - 1987 | Paris                                                                                                 | Affaire Paulin-Mathurin                                   | Série d'assassinats, d'une vingtaine de vieilles dames, de 1984 à 1987 dans la région parisienne par Thierry Paulin et Jean-Thierry Mathurin. | Paulin, atteint par le sida, meurt avant de pouvoir être jugé. L'affaire inspire J'ai pas sommeil, sorti en 1994. |
| 1984 - 1992 | Meurthe-et-Moselle, Moselle, Ardennes, Var, Finistère, Marne, Pas-de-Calais                           | Affaire Francis Heaulme                                   | Série d'au moins neuf assassinats par Francis Heaulme. | « Le routard du crime » |
| 1985        | Hauts-de-Seine                                                                                        | Affaire Joushomme                                         | Assassinat d'Évelyne Joushomme, 62 ans, par son époux Bruno, étudiant en philosophie, le 28 février 1985, carbonisée dans leur 2 CV au bord d'une route de forêt à Chaville. | |
| 1985        | Ille-et-Vilaine, Côtes-d'Armor                                                                        | Affaire Martel                                            | Guy Martel, professeur de sciences, souffrant déjà de troubles psychiatriques à maintes reprises, tue sept personnes et en blesse cinq autres le 19 juin 1985. | |
| 1985        | Meurthe-et-Moselle                                                                                    | Affaire Weber                                             | Meurtre de Bernard Hettier par son ancienne maîtresse en juin 1985. | |
| 1985        | Isère                                                                                                 | Affaire Anissa Ouadi                                      | Enlèvement d'Anissa Ouadi, 5 ans, à Grenoble le 25 juin 1985. | Affaire des disparus de l'Isère. Elle est trouvée noyée le 9 juillet 1985 dans l'Isère, au barrage de Beauvoir. |
| 1985 - 1986 | Charente, Somme, Tarn-et-Garonne                                                                      | Affaire Bourdin-Fasquel                                   | Enlèvement, séquestration et viol de sept jeunes femmes, dont deux sont assassinées, entre décembre 1985 et février 1986. | |
| 1985        | Loire-Atlantique                                                                                      | Prise d'otages au tribunal de Nantes du 19 décembre 1985  | Georges Courtois, braqueur multi-récidiviste, tient une quinzaine d'otages au tribunal de Nantes avec ses complices, Khalki et Thiolet. | Le 28 février 1988, pour cette prise d'otage et ses hold-up précédents, Georges Courtois est condamné à vingt ans de prison, Khalki et Thiolet pour la seule prise d'otages respectivement à vingt et quatorze ans. Courtois sort de la maison centrale de Saint-Maur le 9 octobre 1997. |
| 1985 - 1988 | Paris, Seine-Maritime                                                                                 | Affaire Cons-Boutboul                                     | Assassinat de Jacques Perrot par Bruno Dassac commandité par Marie-Élisabeth Cons-Boutboul, le 27 décembre 1985. Le corps de Dassac est retrouvé le 5 mai 1988 dans le port du Havre. | Marie-Élisabeth Cons-Boutboul est condamnée, le 24 mars 1994, à 15 ans de prison ferme pour « complicité d'assassinat ». |
| 1985 - 1999 | Nord                                                                                                  | Affaire Waxin                                             | Enlèvements et viols de deux garçons et quatre fillettes, meurtres de trois d'entre elles par Denis Waxin à Lille et sa proche banlieue. | |
| 1986        | Paris                                                                                                 | Attentat de la rue de Rennes                              | Le 17 septembre 1986, un engin explosif éclate dans une poubelle municipale fixée au sol sur le trottoir, et fait sept morts et cinquante-cinq blessés. | |
| 1986        | Moselle                                                                                               | Double meurtre de Montigny-lès-Metz                       | Meurtre de deux enfants, Cyril Beining et Alexandre Beckrich, le 28 septembre 1986 à Montigny-lès-Metz. Patrick Dils, d'abord reconnu coupable du crime et emprisonné plusieurs années, est finalement acquitté lors d'un second procés, l'erreur judiciaire ayant été reconnue. | Le tueur en série Francis Heaulme est condamné à une peine de réclusion criminelle à perpétuité le 17 mai 2017 pour le meurtre des deux enfants. |
| 1986        | Paris                                                                                                 | Affaire Malik Oussekine                                   | Meurtre de Malik Oussekine, étudiant de 22 ans, dans la nuit du 5 au 6 décembre 1986, frappé à mort par deux « voltigeurs » (policiers motocyclistes) dans un contexte de manifestations étudiantes contre le projet Devaquet. | Malik Oussekine, poursuivi par eux jusque dans l'appartement d'un fonctionnaire chez qui il se réfugie 20, rue Monsieur-le-Prince, est battu à mort et meurt d'un arrêt cardiaque à l'hôpital. |
| 1986        | Saône-et-Loire                                                                                        | Affaire Mura                                              | Meurtre de Christelle Maillery, 16 ans, le 18 décembre 1986 dans la cave d'un immeuble au Creusot, de 33 coups de couteau par Jean-Pierre Mura. | |
| 1986 - 1988 | Savoie, Haute-Savoie, Var                                                                             | Affaire Succo                                             | Série de crimes (meurtres, viols, cambriolage) commis en Savoie par l'Italien Roberto Succo, une première fois interné en Italie pour avoir tué son père et sa mère. | Succo se suicide en prison le 26 mai 1988 avec une cartouche de gaz et un sac plastique. L'affaire inspire notamment une pièce de Koltès, créée en 1990, et Roberto Succo (film), sorti en 2001. |
| 1986-1994   | Paris, Seine-et-Marne, Essonne                                                                        | Affaire du Grêlé                                          | Viols, assassinats, agressions et tentatives de viols par « le Grêlé ». | François Vérove, ancien gendarme devenu policier, se suicide au Grau-du-Roi le 29 septembre 2021, laissant derrière lui une lettre dans laquelle il avoue ses crimes. Ses aveux seront confirmés par l'expertise ADN. |
| 1986-1998   | Somme, Pyrénées-Orientales                                                                            | Affaire Rançon                                            | Isabelle Mesnage, informaticienne de 20 ans, faisant du stop près d'Amiens est enlevée, frappée, violée et étranglée par Jacques Rançon en 1986. Le 21 décembre 1997, il enlève, tue et mutile Mokhtaria Chaïb, 19 ans, dans le quartier de la gare à Perpignan. Le 16 juin 1998, Marie-Hélène Gonzalez, 22 ans, subit le même sort. | Le 26 mars 2018, Rançon est condamné à la réclusion criminelle à perpétuité, assortie d’une période de sûreté de 22 ans après plusieurs condamnations. |
| 1986        | Haute-Garonne                                                                                         | Affaire Martine Escadeillas                               | Le 8 décembre 1986 à Ramonville, Martine Escadeillas, 24 ans, secrétaire comptable, disparaît, son corps n'a pas été retrouvé. En janvier 2014, une proche de la victime relance l'enquête en désignant un ancien amoureux éconduit. Il est interpellé en janvier 2019. | Le 6 juillet 2022, Joël Bourgeon est condamné à 20 ans de réclusion criminelle pour meurtre. Il fait appel mais se suicide en prison avant le second procès. |
| 1987        | Seine-Saint-Denis, Seine-et-Marne                                                                     | Affaire Virginie Delmas                                   | Le 5 mai 1987 à Neuilly-sur-Marne, Virginie Delmas, 10 ans est enlevée, son corps est retrouvé dénudé 5 mois plus tard dans un verger. | Enquête en cours ; crime non élucidé en 2025. |
| 1987        | Hauts-de-Seine                                                                                        | Affaire Hemma Davy-Greedharry                             | Enlèvement d'Hemma Greedharry, 10 ans, à Malakoff le 30 mai 1987. | Son cadavre est trouvé incinéré à Châtillon le jour même. Affaire non élucidée en 2025. |
| 1987        | Seine-et-Marne                                                                                        | Affaire Perrine Vigneron                                  | Enlèvement de Perrine Vigneron, 7 ans, à Bouleurs, le 3 juin 1987. | Son cadavre est trouvé dans un champ de colza à Chelles le 27 juin 1987. Affaire non élucidée en 2025. |
| 1987        | Hérault                                                                                               | Affaire Dandonneau                                        | Assassinat de Joël Hipeau dans un simulacre d'accident de voiture le 6 juin 1987 par Yves Dandonneau pour toucher sa propre assurance-vie. | |
| 1987        | Essonne                                                                                               | Affaire Sabine Dumont                                     | Enlèvement de Sabine Dumont, 9 ans, à Bièvres le 27 juin 1987. | Elle est trouvée morte nue violée à Vauhallan le 28 juin 1987. Affaire non-élucidée en 2025. |
| 1987        | Isère                                                                                                 | Affaire Charazed Bendouiou                                | Disparition de Charazed Bendouiou, âgée de dix ans, le 8 juillet 1987 dans le quartier Champ-Fleuri à Bourgoin-Jallieu. | |
| 1987        | Gard                                                                                                  | Affaire Greiner                                           | Viol et meurtre d’Évelyne Boucher, 16 ans, le 8 décembre 1987 à Villeneuve-les-Avignon par Robert Greiner, un pompier volontaire. | L'ADN de Greiner est enregistré en 2003 à la suite d'une bagarre ; il sera arrêté trois ans plus tard. Greiner est condamné à perpétuité en 2008. |
| 1987 - 2003 | Yonne, Marne, Ardennes, Loire-Atlantique, Seine-et-Marne                                              | Affaire Fourniret                                         | Enlèvements, viols et assassinats d'au moins sept jeunes filles par Michel Fourniret et son épouse du 11 décembre 1987 au 5 mai 2001 en France et en Belgique, enlèvement d'Estelle Mouzin, 9 ans, le 9 janvier 2003 à Guermantes. | Monique Olivier affirme que c'est son ex-époux Michel Fourniret, tueur en série, condamné à la perpétuité qui a bel et bien tué Estelle Mouzin le 24 janvier 2020 ; et enfin le 5 mars 2020 cette affirmation est donc avérée : Michel Fourniret est bien le meurtrier de ladite Estelle Mouzin, soit 17 ans et 2 mois après la mort de celle-ci. |
| 1987 - 2002 | Gironde, Landes                                                                                       | Affaire Cazaux                                            | Série de viols commis par Roland Cazaux à Arcachon et Hossegor. | « Le chat » |
| 1988 - 2018 | Nord                                                                                                  | Affaire du violeur de la Sambre                           | Série de viols commis par Dino Scala, âgé d'une vingtaine d'années à cette époque, il a été mis en examen le 27 février 2018, soit 30 ans après les faits. | Le « violeur de la Sambre » est condamné à 20 ans de réclusion criminelle. |
| 1988        | Paris                                                                                                 | Affaire Dulcie September                                  | Dulcie September, représentante de l'ANC en France, est assassinée le 29 mars 1988 sur le palier des bureaux de l'ANC au 4e étage du 28 rue des Petites-Écuries, de cinq balles tirées à bout portant d'un calibre 22 équipé d'un silencieux. | Affaire non élucidée en 2025. |
| 1988        | Nouvelle-Calédonie                                                                                    | Prise d'otages d'Ouvéa                                    | Cette prise d'otage, entre le 22 avril et le 4 mai 1989, a coûté la vie à vingt-et-une personnes et fait quatre blessés. | La plupart des assaillants sont abattus par les forces de l'ordre dont Alphonse Dianou, membre du FLNKS. |
| 1988        | Alpes-de-Haute-Provence                                                                               | Affaire Gentil                                            | Meurtre et viol de Céline Jourdan, sept ans, le 26 juillet 1988 à La Motte-du-Caire par Didier Gentil, marginal. | Richard Roman également accusé est acquitté après plusieurs années de détention provisoire. |
| 1988        | Isère                                                                                                 | Affaire Boyer                                             | Enlèvement de Nathalie Boyer, 15 ans, à Villefontaine le 3 août 1988. | Elle est trouvée le 4 août 1988 égorgée sur un sentier à Saint-Quentin-Fallavier. |
| 1988        | Essonne                                                                                               | Affaire des disparus de Fontainebleau                     | Meurtre de Gilles Naudet et Anne-Sophie Vandamme, jeune couple de 25 ans, et de leur chien dans la forêt de Fontainebleau le 31 octobre 1988. | |
| 1988        | Indre-et-Loire                                                                                        | Affaire Reviriego                                         | Meurtre et dépeçage de Françoise Gendron par son amie Sylvie Reviriego, le 12 décembre 1988 à Tours. | |
| 1988 - 1990 | Meurthe-et-Moselle                                                                                    | Affaire Negroiu                                           | Meurtres par empoisonnement le 16 février 1988 à Custines de son mari Gérard Helluy, 68 ans, et le 14 décembre 1990 à Vandœuvre-lès-Nancy de Raymond Jactel, 82 ans, par Rodica Negroiu aide-soignante d’origine roumaine. | Elle est soupçonnée pour le décès suspect d'Herman Goldstein. L'« empoisonneuse de Maxéville ». |
| 1989 - 2017 | Paris ?, Loire-Atlantique ?, Indre-et-Loire, ? Morbihan, Finistère, Charente-Maritime, Orne ?, Nord ? | Affaire du chirurgien Le Scouarnec                        | Le Dr Joël Le Scouarnec, spécialiste en chirurgie digestive est mis en examen en mai 2017 à la suite de plusieurs accusations de viol et d'agressions sexuelles sur plusieurs personnes dont un certain nombre d'enfants. Victimes connues : 349. | |
| 1989        | Isère                                                                                                 | Affaire Fabrice Ladoux                                    | Enlèvement de Fabrice Ladoux, 12 ans, à Grenoble le 13 janvier 1989. | Il est violé et son corps est trouvé à Quaix-en-Chartreuse le 16 janvier 1989. |
| 1989        | Bouches-du-Rhône                                                                                      | Affaire Pacchioni                                         | Henri Pacchioni, plongeur professionnel, est condamné pour la disparition le 1er avril 1989 de sa compagne Michèle Moriamé, 32 ans. | |
| 1989        | Nouvelle-Calédonie                                                                                    | Affaire Jean-Marie Tjibaou                                | Deux leaders du FLNKS, Jean-Marie Tjibaou, 53 ans, homme politique, et Yeiwene Yeiwene, son bras droit, venaient assister à la cérémonie de levée de deuil des 19 militants, tués un an plus tôt lors de l'assaut de la grotte d'Ouvéa, lorsqu'ils sont assassinés par Djubelly Wea, le 4 mai 1989. | Djubelly Wea est immédiatement abattu par le garde du corps personnel de Tjibaou. |
| 1989        | Haute-Garonne                                                                                         | Affaire des paras de Francazal                            | Viol et meurtre de trois femmes et meurtre d'un garde-chasse par quatre appelés parachutistes déserteurs du camp militaire logistique situé près de la base aérienne 101 Toulouse-Francazal, de mai à juillet 1989. | |
| 1989        | Nord                                                                                                  | Affaire Beaussart                                         | Assassinat de Jean-Claude Beaussart, abattu par sa fille Ida, 17 ans, le 18 juillet 1989 à Salomé. | |
| 1989 - 1997 | Haute-Garonne, Ariège, Paris                                                                          | Affaire Alègre                                            | Série de meurtres et de viols commis par Patrice Alègre à Toulouse, Verdun et Paris. | |
| 1989        | Paris                                                                                                 | Affaire Sirima                                            | Meurtre de Sirima Wiratunga, âgée de 25 ans, chanteuse franco-britannique le 7 décembre 1989 par son compagnon Kahatra Sasorith. | |
| 1989 - 1999 | Vendée, Loire-Atlantique                                                                              | Affaire Tallineau                                         | Meurtre de sa compagne Catherine Charuau, 23 ans, en août 1989 à Oulmes par Didier Tallineau et meurtre de Carole Le Yondre, étudiante infirmière de 20 ans, à Châteaubriant le 19 juillet 1999, dans la cave de son bar. | |
| 1989 - 2001 | Eure                                                                                                  | Affaire Lechien                                           | 3 viols et 36 agressions sexuelles sur ses élèves par Marcel Lechien, instituteur de CP à Cormeilles. | L'alerte avait pourtant été donnée dès 1996. |
| 1990        | Paris                                                                                                 | Affaire Kan                                               | Disparition d'Alain Kan, 45 ans, chanteur français dans la nuit du 14 avril 1990. | Il est officiellement déclaré mort au début des années 2000 même si son corps n'a jamais été retrouvé. |
| 1990        | Vaucluse                                                                                              | Affaire de la profanation du cimetière juif de Carpentras | Profanation de sépultures juives au cimetière de Carpentras dans la nuit du 8 au 9 mai 1990. | |
| 1990        | Yvelines                                                                                              | Affaire du Pasteur Doucé                                  | Enlèvement et assassinat du pasteur Joseph Doucé, défenseur des minorités sexuelles, dont des pédophiles, en juillet 1990. | |
| 1990        | Isère                                                                                                 | Affaire Katefi                                            | Enlèvement, viol et assassinat de Rachid Bouzian, 8 ans, le 3 août 1990 à Échirolles par Karim Katefi. | Son corps est découvert dans un garage le 5 août 1990. |
| 1990 - 1991 | Val-de-Marne, Paris, Essonne                                                                          | Affaire Roy                                               | Assassinats en 1990 de 2 homosexuels à Draveil et à Champigny-sur-Marne et meurtre d'un autre à Paris 16e. Tentative d'assassinat d'un autre le 8 octobre 1991 à Villeneuve-Saint-Georges par Rémy Roy. | « Le tueur du minitel » entrait en contact et prenait rendez-vous avec ses victimes par l'intermédiaire du minitel rose homosexuel pour les tuer après une mise en scène sadomasochiste. |
| 1990 - 2003 | Essonne, Calvados, Marne, Eure, Ardennes, Côte-d'Or, Saône-et-Loire, Drôme                            | Affaire Blanche                                           | Enlèvements et viols de trois femmes à Caen en 1990 par Jean-Luc Blanche. Nouvelle série d'agressions, enlèvements, séquestrations et viols en 2003. | « Le routard du viol » |

### 1991-1999
| Année       | Département(s)                     | Affaire                                    | Résumé | Condamnations et commentaires |
| ----------- | ---------------------------------- | ------------------------------------------ | --- | --- |
| 1991        | Alpes-Maritimes                    | Affaire Turquin                            | Le 21 mars 1991 à Nice, Charles-Édouard Turquin, huit ans, disparaît, son corps n'est pas retrouvé. | Jean-Louis Turquin est condamné le 21 mars 1997 à 20 ans de réclusion criminelle par les assises des Alpes-Maritimes. Libéré le 18 juillet 2006 après 10 ans de détention. Assassiné le 7 janvier 2017 sur Saint-Martin (île) (affaire non élucidée à l'heure actuelle). |
| 1991 - 1996 | Isère                              | Affaire Pouille                            | Le 17 avril 1991 à Voreppe, Georges Pouille tue Sara Siad, récidive le 24 novembre 1996 tuant Saïda Berch, 10 ans. Les deux fillettes sont étranglées. | Georges Pouille est condamné le 11 mars 2016 à 30 ans de réclusion criminelle par les assises de l'Isère. |
| 1991        | Bouches-du-Rhône                   | Affaire Daalouche                          | Le 29 mai 1991 à Marseille, Abdelali Gasmi, 26 ans, revendeur d'héroïne, est égorgé dans un bar. | Rida Daalouche est condamné le 12 avril 1994 à 14 ans de réclusion criminelle par les assises des Bouches-du-Rhône. Acquitté et libéré le 8 mai 1999 après 5 ans de détention. |
| 1991        | Alpes-Maritimes                    | Affaire Raddad                             | Le 24 juin 1991 à Mougins, Ghislaine Marchal, veuve financièrement aisée, est retrouvée morte dans la cave de sa villa. | Omar Raddad est condamné le 2 février 1994 à 18 ans de réclusion criminelle par les assises des Alpes-Maritimes. Gracié et libéré le 4 septembre 1998 après 7 ans de détention. Par la suite, deux requêtes en révision, fondées sur des expertises ADN préalables, sont déposées et rejetées. |
| 1991 - 1992 | Meurthe-et-Moselle                 | Affaire Aiutino                            | Du 6 août 1991 au 25 février 1992 à Longwy, meurtre de trois jeunes femmes dans une cave. | Vincenzo Aiutino est condamné le 6 mars 1998 à la réclusion criminelle à perpétuité assortie d'une période de sûreté de 18 ans par les assises de Meurthe-et-Moselle. |
| 1991        | Pyrénées-Orientales                | Affaire Van Geloven                        | Le 19 octobre 1991 à Elne, enlèvement, séquestration, viol et assassinat de Muriel Sanchez, 9 ans, et Ingrid Van de Portaeleet, 10 ans. | Christian Van Geloven est condamné le 25 mars 1994 à la réclusion criminelle à perpétuité assortie d'une période de sûreté de 30 ans par les assises des Pyrénées-Orientales. Meurt en prison le 6 août 2011 après 19 ans de détention. |
| 1991        | Nièvre                             | Affaire Marie-Claire Bégo                  | Le 25 octobre 1991, Marie-Claire Bégo, 37 ans, disparaît après être descendue de son car à Béard (58160) où elle avait laissé sa voiture. | Le 27 octobre 1991, son corps est retrouvé ligoté et en partie calciné au niveau du crassier d'Imphy sur les bords de la Loire. La victime a été violée puis étranglée. Affaire non élucidée en 2025. |
| 1991        | Puy-de-Dôme                        | Affaire Rouhalde                           | Le 26 novembre 1991 à Clermont-Ferrand, Françoise Ferreyrolles, 43 ans, est exécutée par un commando mafieux, commandité par son mari Bernard Rouhalde, avec la complicité de Christiane Seguin, son amante. | Christiane Séguin est condamnée le 27 mai 1998 à 16 ans de réclusion criminelle par les assises du Puy-de-Dôme. Suites inconnues. |
| 1991        | Hauts-de-Seine                     | Affaire Jérôme Cantet                      | Le 14 décembre 1991, au Centre Commercial de La Défense, à Courbevoie, disparaît Jérôme Cantet, dix ans, parti acheter un jouet. Ce jour-là, le 14 décembre 1991, a lieu le passage de la Flamme Olympique des Jeux d'Hivers d'Albertville, sur le parvis du quartier. Son skateboard retrouvé dans un parking, le garçon ne sera jamais retrouvé                | Disparition jamais élucidée. |
| 1992        | Seine-Maritime                     | Affaire Sylviane Kaas                      | Le 5 avril 1992 à Anneville-Ambourville, Sylviane Kaas, 40 ans, est tuée à son domicile alors que ses enfants et son mari sont au cinéma. | Affaire non élucidée en 2025. |
| 1992 - 2002 | Oise, Loire, Pas-de-Calais         | Affaire Haddouche                          | Du 30 novembre 1992 au 13 septembre 2002 à Beauvais et Saint-Étienne, meurtre de trois hommes. | Jacquy Haddouche est condamné le 7 mai 2008 à la réclusion criminelle à perpétuité assortie d'une période de sûreté de 22 ans par les assises de l'Oise. Meurt en prison le 23 octobre 2010 après 8 ans de détention. |
| 1993        | Isère                              | Affaire Marinescu                          | Le 7 janvier 1993, les gendarmes de Sassenage (Isère) découvrent les corps sans vie de Michèle Marinescu, 42 ans, et de sa fille Christine, 13 ans, dans leur pavillon de la commune. | Son mari Marian Marinescu est soupçonné d’avoir sauvagement tué sa femme et sa fille mais il clame son innocence et affirme qu’il se trouvait à 2000 km de la scène de crime. |
| 1993        | Ain, Jura                          | Affaire Romand                             | Le 9 janvier 1993 à Prévessin-Moëns, Jean-Claude Romand tue sa femme et ses deux enfants de sept et cinq ans. Récidive le 10 janvier 1993 en tuant ses parents. | Jean-Claude Romand est condamné le 2 juillet 1996 à la réclusion criminelle à perpétuité assortie d'une période de sureté de 22 ans par les assises de l'Ain. Libéré le 28 juin 2019 après 26 ans de détention. |
| 1993 - 2001 | Hérault, Aude                      | Affaire Foulcher                           | Le 21 janvier 1993 à Pailhès, meurtre de vengeance d'André Meffray, 64 ans, récidive le 8 janvier 2001 à Narbonne en tuant les policiers Hervé Prior, 40 ans, Patrick Rigaud, 45 ans, Pascal Herrero, 45 ans, et Maurice Michaud, 52 ans. | L'auteur des faits, Albert Foulcher, se suicide le 17 janvier 2001. |
| 1993        | Aube                               | Affaire Dubois                             | Le 21 avril 1993 à Troyes, meurtre de Denise Descaves, principale de collège par le principal adjoint Pierre Dubois. | Pierre Dubois est condamné le 9 juin 2000 à 20 ans de réclusion criminelle par les assises de l'Aube. Libéré en 2009 après 12 ans de détention. |
| 1993        | Haute-Savoie                       | Affaire Michel Sydor                       | Le 25 juillet 1993, un marginal, Michel Sydor, enlève à la kermesse du village de Vacheresse la petite Jessica Blanc, 7 ans. Quelques heures plus tard, son corps est retrouvé au domicile de Sydor à 15 km de là. La fillette a été violée puis tuée. Michel Sydor avait déjà été condamné pour le meurtre d’une prostituée vers 1950 et de son épouse en 1961. | Michel Sydor est condamné le 15 juin 1995 par la cour d’assise de Haute-Savoie à la réclusion criminelle à perpétuité. Il meurt en prison le 1er novembre 2014 de façon naturelle, sans aucun espoir d’une libération anticipée. |
| 1993        | Savoie, Var                        | Affaire Joseph Messina                     | Le 10 septembre 1993 au Mont Granier, meurtre de Thierry Garbolino, 27 ans. Le 12 septembre 1993, meurtre de Magali Ferrand, 30 ans à Brignoles. | Joseph Messina est condamné le 13 octobre 1995 à la réclusion criminelle à perpétuité, assortie d'une peine de 18 ans de sureté par les assises de Savoie. Évasion en mars 2019 après 25 ans de détention. Condamnation à 3 ans de réclusion criminelle supplémentaires en avril 2019. |
| 1993 - 1995 | Paris                              | Affaire Trémeau                            | D'avril 1993 au 29 mars 1995 à Paris, viol et agression de treize femmes dans des parkings souterrains par Patrick Trémeau. | Patrick Trémeau est condamné en octobre 1998 à 16 ans de réclusion criminelle assortie d'une période de sûreté de 8 ans par les assises de Paris. Libéré le 7 mai 2005 après 10 ans de détention. |
| 1993        | Hauts-de-Seine                     | Prise d'otages de la maternelle de Neuilly | Le 13 mai 1993 à Neuilly-sur-Seine, prise d'otage dans une maternelle par un homme s'identifiant sous le nom de "Human Bomb". | Erick Schmitt auteur des faits est tué par les forces de l'ordre le 15 mai 1993. |
| 1993        | Paris                              | Affaire Didier                             | Le 8 juin 1993 à Paris, assassinat de l'ancien chef de la police de Vichy René Bousquet. | Christian Didier est condamné en novembre 1995 à 10 ans de réclusion criminelle par les assises de Paris. Libéré le 24 février 2000 après 6 ans de détention. |
| 1993        | Var                                | Affaire Barbara Coll                       | Le 21 août 1993 à Saint-Tropez, Barbara Coll, 29 ans, Britannique, est trouvée morte, nue, ses vêtements pliés à côté d'elle, près d'une villa. | Affaire non élucidée en 2025. |
| 1993 - 1994 | Val-de-Marne, Hauts-de-Seine       | Affaire Lastennet                          | Du 24 août 1993 au 8 janvier 1994 à Chevilly-Larue, Thiais, Boulogne-Billancourt et Bourg-la-Reine, assassinat de cinq dames âgées. | Claude Lastennet est condamné le 22 octobre 1997 à la réclusion criminelle à perpétuité assortie d'une période de sûreté de 18 ans par les assises du Val-de-Marne. |
| 1993 - 2004 | Gironde, Oise, Charente            | Affaire Becquerel                          | De 1993 au 29 septembre 2004 à Bordeaux, Crépy-en-Valois, Angoulême et Senlis, série d'enlèvements, séquestrations et viols. | Raoul Becquerel est condamné le 12 décembre 2004 à 18 ans de réclusion criminelle assortie d'une période de sûreté de 12 ans par les assises de Gironde. Suites inconnues. |
| 1994        | Var                                | Affaire Piat                               | Le 25 février 1994 à Hyères, exécution de la députée UDF Yann Piat par un commando mafieux. | Gérard Finale est condamné le 16 juin 1994 à la réclusion criminelle à perpétuité, Lucien Ferri à la réclusion criminelle à perpétuité par les assises du Var. Gérard Finale meurt en prison le 10 mai 2010 après 16 ans de détention. Lucien Ferri est libéré en 2010 après 16 ans de détention. |
| 1994        | Seine-Maritime                     | Affaire de la Josacine empoisonnée         | Le 11 juin 1994 à Gruchet-le-Valasse, Émilie Tanay, neuf ans, en garde chez Jean-Michel et Sylvie Tocqueville, meurt à la suite d'un empoisonnement au cyanure. | Jean-Marc Deperrois est condamné le 26 mai 1997 à 20 ans de réclusion criminelle par les assises de Seine-Maritime. Libéré le 8 juin 2006 après 12 ans de détention. |
| 1994        | Val-d'Oise                         | Affaire Lorcy                              | En juin 1994 à Bezons, meurtre de Gaston Moysset, 88 ans, à son domicile. | Pierre Lorcy est condamné le 22 juin 2001 à 10 ans de réclusion criminelle par les assises du Val d'Oise. Libéré en 2004 après 5 ans de détention. |
| 1994        | Sarthe                             | Affaire Leprince                           | Le 5 septembre 1994 à Thorigné, meurtre de Christian Leprince, sa femme Brigitte et deux de leurs filles, âgées de dix et six ans. | Dany Leprince est condamné le 11 décembre 1997 à la réclusion criminelle à perpétuité assortie d'une période de sûreté de 22 ans par les assises de la Sarthe. Libéré le 8 juillet 2010 après 15 ans de détention. |
| 1994        | Finistère                          | Affaire Marie-Michèle Calvez               | Le 22 septembre 1994 à Penmarch, la voiture de Marie-Michèle Calvez est retrouvée carbonisée avec le corps de la femme ligoté dans le coffre. | La famille offre une récompense à quiconque apportant un élément permettant d'élucider le crime. Affaire non élucidée en 2025. |
| 1994        | Paris                              | Affaire Rey-Maupin                         | Le 4 octobre 1994 à Paris, équipée meurtrière d'un couple d'étudiants, Florence Rey et Audry Maupin, coûtant la vie à trois policiers et un chauffeur de taxi. | Florence Rey est condamnée le 30 septembre 1998 à 20 ans de réclusion criminelle par les assises de Paris. Libérée le 2 mai 2009 après 15 ans de détention. |
| 1994        | Bouches-du-Rhône                   | Affaire du vol Air France 8969             | Le 26 décembre 1994 à Marignane, détournement, par des membres du GIA, d'un avion, suivi d'une prise d'otages dans laquelle trois passagers sont tués. | Les auteurs des faits, Abdul Yahia, Mustafa Chekienne, Makhlouf Benguetaff et Salim Layadi sont tués par les forces de l'ordre. |
| 1994 - 1995 | Ain                                | Affaire Sarrasin-Doyonnas                  | Le 4 juillet 1994 à Montagnat, meurtre de Gilles Doyonnas, garagiste, par sa femme Danielle et son amant Patrick Sarrasin. Ils récidivent le 13 octobre 1995 à Bourg-en-Bresse en tuant Sébastien Faisant, un étudiant de 25 ans. | Le 30 novembre 1999, Patrick Sarrasin est condamné à la réclusion criminelle à perpétuité, Danielle Doyonnas à 30 ans de réclusion criminelle par les assises de l'Ain. Suites inconnues. |
| 1994 - 2006 | Haut-Rhin, Bas-Rhin                | Affaire Keller                             | De 1994 à 2006 en Alsace, Yvan Keller tue au moins une quarantaine de femmes âgées, en les étouffant pour faire croire à une mort naturelle. | Yvan Keller se suicide avant son procès le 22 septembre 2006. |
| 1995        | Yvelines                           | Tuerie de Louveciennes                     | Le 26 février 1995 à Louveciennes, assassinat de six membres de sa famille par Alexi Polevoi. | Alexi Polevoi est condamné le 14 mars 1998 à 8 ans de réclusion criminelle par les assises des Yvelines. Libéré le 8 juillet 2000 après 5 ans de détention. |
| 1995        | Bas-Rhin                           | Affaire Carole Prin                        | Le 16 mai 1995, à Strasbourg, meurtre de Carole Prin, 37 ans, enceinte, par son compagnon, Roland Moog, projectionniste. | Roland Moog est condamné le 28 novembre 2001 à 25 ans de réclusion criminelle assortie d'une période de sûreté de 15 ans par les assises du Bas-Rhin. Suites inconnues. |
| 1995        | Rhône                              | Affaire Bruyas                             | Le 30 mai 1995, à Saint-Andéol-le-Château, assassinat du couple Bébien et de deux de leurs enfants. | Éric Bruyas est condamné en octobre 1999 à la réclusion criminelle à perpétuité assortie d'une période de sûreté de 22 ans par les assises du Rhône. Détenu depuis le 16 juin 1995 et libéré en octobre 2021, il décède début 2022. |
| 1995        | Paris, Rhône                       | Série d'attentats                          | Du 11 juillet 1995 au 17 octobre 1995 à Paris et Villeurbanne, série d'attentats tuant huit personnes. | L'auteur des faits, Khaled Kelkal est tué par les forces de l'ordre le 29 septembre 1995. |
| 1995        | Essonne                            | Affaire Gilles Andruet                     | Le 22 août 1995 à Saulx-les-Chartreux, assassinat de Gilles Andruet, 38 ans, champion d'échecs. | Affaire non élucidée en 2025. |
| 1995        | Var                                | Affaire Borel                              | Le 23 septembre 1995 à Cuers, assassinat de trois membres de sa famille par Éric Borel, 16 ans, suivi du massacre de douze personnes de son village. | Eric Borel se suicide le 24 septembre 1995. |
| 1995        | Pyrénées-Orientales                | Affaire Andújar                            | Le 24 septembre 1995 à Perpignan, Tatiana Andújar, 17 ans, disparaît dans le quartier de la gare. | Affaire non élucidée en 2025. |
| 1996        | Nord                               | Gang de Roubaix                            | Du 27 janvier 1996 au 29 mars 1996 dans le Nord, série de braquages, trois meurtre et tentative d'attentat. | Omar Zemmiri est condamné le 18 octobre 2001 à 28 ans de réclusion criminelle, Hocine Bendaoui à 20 ans de réclusion criminelle par les assises du Nord. Omar Zemmiri libéré en 2013 après 16 ans de détention, Hocine Bendaoui libéré en 2011 après 15 ans de détention. |
| 1996 - 2000 | Paris                              | Affaire Brumark-Bourgeois                  | Réseau international de prostitution impliquant d'influents clients moyen-orientaux et des personnalités dans le monde des affaires et du show business. Le producteur Alain Sarde, Christophe Lambert ou Robert de Niro y sont impliqués. | Le volet judiciaire aboutit à la condamnation de Jean-Pierre Bourgeois et de Annicka Brumark pour proxénétisme. |
| 1996        | Haut-Rhin                          | Affaire Cretello                           | Le 2 avril 1996 à Rosenau, meurtre d'Angela et Alain Hay par Charles et Christophe Cretello. | Charles Cretello est condamné en juin 2003 à la réclusion criminelle à perpétuité assortie d'une période de sûreté de 22 ans, Christophe Cretello à 20 ans de réclusion criminelle par les assises du Haut-Rhin. Suites inconnues. |
| 1996 - 1997 | Seine-Maritime                     | Affaire Morel                              | Le 5 avril 1996 à La Frénaye, Jean-Yves Morel tue sa belle-sœur Marylène Rousset puis récidive le 26 juin 1997 avec Élisabeth Griffin étudiante en chimie stagiaire dans l'entreprise où il est employé. | Jean-Yves Morel est condamné en février 2000 à la réclusion criminelle à perpétuité par les assises de Seine-Maritime. |
| 1996        | Yvelines                           | Affaire Ambras                             | Le 16 avril 1996 à La Celle-Saint-Cloud, meurtre précédé de tortures de Willy Pomonti, 69 ans, dans sa maison lors d'un cambriolage. | Michel Ambras est condamné le 13 septembre 2010 à 25 ans de réclusion criminelle assortie d'une période de sûreté de 16 ans par les assises des Yvelines. Meurt en prison en 2017 ou 2018 après 11 ou 12 ans de détention. |
| 1996        | Paris                              | Affaire Traoré                             | Du 23 avril 1996 au 30 octobre 1996 à Paris, agression de six femmes, dont deux mortelles, par Mamadou Traoré. | Mamadou Traoré est condamné le 15 février 2000 à la réclusion criminelle à perpétuité assortie d'une période de sûreté de 22 ans par les assises de Paris. |
| 1996        | Ille-et-Vilaine                    | Affaire Arce Montes                        | Le 18 juillet 1996 à Pleine-Fougères, viol et meurtre d'une collégienne britannique, Caroline Dickinson, dans une auberge de jeunesse par Francisco Montes, routier espagnol récidiviste. | Francisco Montes est condamné le 14 juin 2004 à 30 ans de réclusion criminelle assortie d'une période de sûreté de 20 ans par les assises d'Ille et Vilaine. |
| 1996        | Isère                              | Affaire Léo Balley                         | Le 19 juillet 1996 à Taillefer, disparition de Léo Balley, 6 ans. Le corps n'a jamais été retrouvé. | Affaire non élucidée en 2025. |
| 1996        | Paris                              | Attentat du RER B à Port-Royal             | Le 3 décembre 1996 à Paris, 4 personnes sont tuées et 91 autres sont blessées par un attentat terroriste. | Affaire non élucidée en 2025. |
| 1996        | Lot-et-Garonne (Agen)              | Affaire Marion Wagon                       | Le 14 novembre 1996, à Agen (Lot-et-Garonne). Marion Wagon, une écolière âgée de 10 ans disparaît à quelques centaines de mètres de son domicile. | Affaire non élucidée en 2025. |
| 1996        | Saône-et-Loire                     | Affaire Jardin                             | Le 27 décembre 1996 à Blanzy, meurtre de Christelle Blétry, 20 ans, de 123 coups de couteau par Pascal Jardin, ouvrier agricole. | Pascal Jardin est condamné le 2 février 2017 à la réclusion criminelle à perpétuité assortie d'une période de sûreté de 20 ans par les assises de Saône-et-Loire. |
| 1997        | Aisne                              | Affaire Hennequin                          | Le 20 janvier 1997 à Saint-Quentin, meurtre du couple de directeurs et de la réceptionniste du Grand Hôtel par Jean-Baptiste Hennequin. | Jean-Baptiste Hennequin est condamné en juin 1999 à la réclusion criminelle à perpétuité assortie d'une période de sûreté de 22 ans par les assises de l'Aisne. |
| 1997        | Côte-d'Or                          | Affaire Bluzet                             | Le 7 février 1997 à Beaune, disparition de Virginie Bluzet, 21 ans. | Affaire non élucidée en 2025. |
| 1997        | Pas-de-Calais                      | Affaire des frères Jourdain                | Le 11 février 1997 au Portel, kidnappings, viols et séquestrations suivis de meurtres de quatre jeunes filles alors qu’elles se rendent au carnaval par Jean-Michel et Jean-Louis Jourdain. | Jean-Michel Jourdain est condamné le 27 octobre 2000 à la réclusion criminelle à perpétuité assortie d'une période de sûreté de 22 ans, Jean-Louis Jourdain à la réclusion criminelle à perpétuité assortie d'une période de sûreté de 20 ans par les assises du Pas-de-Calais. Jean-Louis Jourdain meurt en détention le 9 mars 2019 après 21 ans de détention.                                                               |
| 1997 - 1998 | Yvelines                           | Affaire Malèvre                            | De février 1997 à mai 1998, à Mantes-la-Jolie, assassinat de six patients par Christine Malèvre, une infirmière de l'hôpital. | Christine Malèvre est condamnée le 31 janvier 2003 à 12 ans de réclusion criminelle par les assises des Yvelines. Libérée en août 2007 après 4 ans de détention. |
| 1997        | Savoie                             | Affaire Cécile Vallin                      | Le 8 juin 1997 à Saint-Jean-de-Maurienne, disparition de Cécile Vallin, âgée de 17 ans. | Affaire non élucidée en 2025. |
| 1997        | Yvelines                           | Affaire Atouillant                         | Le 14 octobre 1997 à Saint-Rémy-lès-Chevreuse, meurtre d'un nourrisson par une assistante maternelle qui en avait la garde. | Marie-Christine Atouillant est condamnée le 20 octobre 2004 à 12 ans de réclusion criminelle par les assises des Yvelines. Suites inconnues. |
| 1997 - 1999 | Essonne, Aveyron                   | Affaire Stranieri                          | De novembre 1997 à mars 1999 à Viry-Châtillon et Bez-de-Naussac, série de quatre assassinats lors de guets-apens tendus par petites annonces. | Alfredo Stranieri est condamné le 28 février 2003 à la réclusion criminelle à perpétuité assortie d'une période de sûreté de 22 ans par les assises de l'Essonne. |
| 1997        | Tarn-et-Garonne                    | Affaire Cappelleri                         | En 1997 à Aucamville, Georges Hourdin est séquestré, torturé et tué par Altobella Cappelleri dans une auberge. | Altobella Cappelleri est condamné en 2005 à 20 ans de réclusion criminelle par les assises du Tarn-et-Garonne. Elle meurt en prison en 2015. |
| 1998        | Corse-du-Sud                       | Affaire du Préfet Érignac                  | Le 6 février 1998 à Ajaccio, assassinat du préfet de Corse, Claude Érignac, abattu par un commando armé. | Alain Ferrandi est condamné le 11 juillet 2003 à la réclusion criminelle à perpétuité, Pierre Alessandri à la réclusion criminelle à perpétuité par les assises de Paris. Yvan Colonna est condamné le 13 décembre 2007 à la réclusion criminelle à perpétuité assortie d'une période de sûreté de 22 ans par les assises de Paris. Agressé par un codétenu le 2 mars 2022, Yvan Colonna meurt à Marseille le 21 mars suivant. |
| 1998        | Loiret                             | Affaire Zawadzki                           | Le 11 mars 1998 à Sougy, meurtre de Jean-Paul Zawadzki par sa femme Nicole avec l'aide de son amant le docteur Michel Trouillard-Perrot. | Nicole Zawadzki est condamnée le 20 juin 2001 à 28 ans de réclusion criminelle, Michel Trouillard-Perrot à 20 ans de réclusion criminelle par les assises du Loiret. Michel Trouillard-Perrot est libéré en décembre 2007 après 9 ans de détention. |
| 1998        | Bouches-du-Rhône                   | Affaire Alloard                            | Le 23 mars 1998 à Marseille, assassinat de Sylvain Alloard, 31 ans, abattu devant son domicile. | Affaire non élucidée en 2025. |
| 1999        | Ain, Rhône                         | Affaire Belkacem                           | Le 23 février 1999 à Bourg-en-Bresse, meurtre de son amant par Jamila Belkacem en l'empoisonnant. | Jamila Belkacem est condamnée le 4 février 2006 à la réclusion criminelle à perpétuité assortie d'une période de sûreté de 22 ans par les assises de la Loire. |
| 1999        | Meurthe-et-Moselle                 | Affaire Sedrati                            | Du 14 mai 1999 au 19 juillet 1999 à Nancy, meurtre et dépeçage de trois hommes avant de jeter les restes dans un canal. Deux autres meurtres supposés, perpétrés en mai 1982 et octobre 1994, ont également été attribués à Sedrati mais, sans aveux de sa part, il avait été acquitté en 1985 et 1998.                                                          | Nadir Sedrati est condamné le 26 mai 2003 à la réclusion criminelle à perpétuité assortie d'une période de sûreté de 22 ans par les assises de Metz. |
| 1999        | Calvados                           | Affaire Godard                             | Le 3 septembre 1999 en mer, disparition du médecin Yves Godard, de sa femme et de ses deux enfants. | Affaire non élucidée en 2025. |
| 1999        | Haute-Vienne, Somme, Pas-de-Calais | Affaire Rezala                             | Du 13 octobre 1999 au 14 décembre 1999 à Chabenet, Amiens et Calais, meurtre de trois femmes âgées de 20 à 36 ans. | L'auteur des faits, Sid Ahmed Rezala, se suicide le 28 juin 2000. |
| 1999        | Tarn                               | Affaire Lund                               | Le 29 décembre 1999 à Rayssac, au lieu-dit « La Veaute », meurtre d'Evelyne Lund-Wilkinson par son mari Robert Lund. | Robert Lund est condamné en octobre 2007 à 12 ans de réclusion criminelle par les assises du Tarn. Libéré le 14 septembre 2013 après 9 ans de détention. |
| 1999        | Charente-Maritime                  | Affaire Courjault                          | En 1999 à Villeneuve-la-Comtesse, meurtre d'un nouveau-né par sa mère Véronique Courjault, deux autres meurtres de nouveau-nés commis en Corée du Sud. | Véronique Courjault est condamnée le 18 juin 2009 à 8 ans de réclusion criminelle par les assises d'Indre-et-Loire. Libérée le 17 mai 2010 après 11 mois de détention. |

## XXIesiècle, par catégorie d'affaire

### 2000 – 2010

#### Faits divers / Exécutions
| Année       | Département(s)                                                      | Affaire                      | Résumé | Commentaires et condamnations |
| ----------- | ------------------------------------------------------------------- | ---------------------------- | --- | --- |
| 2000        | Haute-Garonne                                                       | Affaire Viguier              | Le 27 février 2000 à Toulouse, Suzanne Viguier disparaît, son mari est condamné puis finalement libéré et acquitté. | Affaire non élucidée en 2025. |
| 2000        | Bas-Rhin                                                            | Affaire Plumain              | Le 15 mai 2000 à Strasbourg, meurtre de Ursula Brelowski, poignardée à douze reprises dans une forêt. Auteur de deux autres meurtres en Allemagne. | Jacques Plumain est condamné le 12 avril 2006 à la réclusion criminelle à perpétuité assortie d'une période de sûreté de 20 ans par les assises du Haut-Rhin. |
| 2000        | Gironde                                                             | Affaire Trindler             | Le 5 août 2000 à Carcans, meurtre de Silja Trindler, jeune touriste suisse asphyxiée au sol sur une dune de plage. | Affaire non élucidée en 2025. |
| 2000        | Haute-Corse                                                         | Affaire Rossi                | Le 7 août 2000 à L'Ille Rousse, Jean-Michel Rossi, nationaliste corse et l'un des fondateurs du FLNC, est assassiné dans un probable règlement de comptes. | Affaire non élucidée en 2025. |
| 2000 - 2007 | Manche                                                              | Affaire Lesage               | Entre 2000 et 2007 à Valognes, Céline Lesage met à mort six nouveau-nés dont elle est la mère. | Céline Lesage est condamnée le 18 mars 2010 à 15 ans de réclusion criminelle par les assises de la Manche. Suites inconnues. |
| 2001        | Hérault                                                             | Affaire Christian Poucet     | Assassinat de Christian Poucet président du CDCA européen dans les locaux de sa société le CDCI à Baillargues le 29 janvier 2001. | |
| 2001        | Pyrénées-Orientales                                                 | Affaire Delpech              | Fatima Idrahou, 23 ans, est enlevée et tuée le 9 février 2001 par Marc Delpech, tenancier d'un bar à Perpignan. | |
| 2001        | Pas-de-Calais                                                       | Affaire d'Outreau            | Abus sexuel sur mineurs. L'affaire, qui démarre en février 2001, débouchera sur la reconnaissance de l'innocence de la majorité des accusés. | L'affaire, qui débouche sur un constat d'erreur judiciaire, donne l'occasion de souligner certains dysfonctionnements de la justice. Elle inspire notamment un film, sorti en 2011. |
| 2001        | Haute-Savoie                                                        | Affaire Magalie Part         | Enlèvement de Magalie Part, 19 ans, le 26 mars 2001. Son corps est trouvé à moitié calciné sur le bas-côté d'un chemin forestier à Vulbens le 27 mars. | |
| 2001        | Seine-Maritime                                                      | Affaire Petit                | Meurtre et incinération de Jean-Jacques Roussel et dépeçage de sa femme Danielle le 17 mai 2001 à Saint-Jacques-sur-Darnétal par Alfred Petit, détenu en cavale. | Le père d'Alfred Petit, soupçonné d'avoir dépecé Danielle Roussel, se pend le 15 janvier 2004. Alfred Petit se pend lui aussi en prison le 17 février 2009. |
| 2001        | Corse-du-Sud                                                        | Affaire François Santoni     | François Santoni, 41 ans, homme politique est assassiné de treize balles le 17 août 2001 à un mariage à Monacia-d'Aullène. | |
| 2001        | Essonne, Val-de-Marne                                               | Affaire Bonnal               | Quatre personnes sont abattues le 6 octobre 2001 à Athis-Mons par Jean-Claude Bonnal et le 16 octobre 2001 deux policiers sont tués au Plessis-Trévise. | « Le Chinois » Jean-Claude Bonnal a été condamné en appel le 4 juillet 2007 à la réclusion criminelle à perpétuité assortie d'une période de sûreté de 22 ans par les assises de Paris. |
| 2001        | Pas-de-Calais                                                       | Affaire Éric Calers          | Assassinat d'Éric Calers, ouvrier cristallier, 40 ans, le 2 novembre 2001 abattu devant chez lui à Busnes. | Un non-lieu a été prononcé pour cette affaire par les assises du Pas-de-Calais. |
| 2001 - 2002 | Hauts-de-Seine                                                      | Affaire Machin-Sagno         | Meurtre et viol au pied du pont de Neuilly de Marie-Agnès Bedot, 45 ans, le 1er décembre 2001 et meurtre de Maria-Judith Araujo le 22 mai 2002 par David Sagno, SDF. | David Sagno a été condamné en première instance le 23 février 2012 à 30 ans de réclusion criminelle assortis d'une période de sûreté de 20 ans par les assises des Hauts-de-Seine. Marc Machin, d'abord condamné, sera acquitté. |
| 2002        | Somme                                                               | Affaire Élodie Kulik         | Viol, meurtre et incinération d'Élodie Kulik dans la nuit du 10 au 11 janvier 2002 à Tertry par plusieurs hommes. | Le 1er juillet 2021, Willy Bardon est condamné en appel à 30 ans de réclusion pour viol en réunion, enlèvement mais aussi le meurtre d'Élodie Kulik par les assises d'Amiens. |
| 2002        | Alpes-Maritimes                                                     | Affaire Dubois-Gauvin        | Assassinats de Francine Raspini, 72 ans, riche rentière et son fils Marc, 48 ans, à Nice le 10 mars 2002 par Philippe Dubois, Patrick Gauvin et son fils Laurent. | Philippe Dubois est condamné le 23 juin 2006 en première instance à la réclusion criminelle à perpétuité sans période de sûreté, Patrick Gauvin est condamné en première instance à réclusion criminelle à perpétuité sans période de sûreté, Laurent Gauvin est condamné en première instance à la réclusion criminelle à perpétuité sans période de sûreté par les assises des Alpes-Maritimes. |
| 2002        | Somme                                                               | Affaire Leconte              | Viol et meurtre de Patricia Leclercq, 19 ans, le 6 juillet 2002 et meurtre de Christelle Dubuisson, 18 ans, le 21 août 2002 par Jean-Paul Leconte. | Jean-Paul Leconte est condamné le 5 février 2005 en première instance à la réclusion criminelle à perpétuité sans période de sûreté par les assises de la Somme. |
| 2002        | Nord                                                                | Affaire Medjahed             | Meurtre de Sophie Berkmans, 41 ans, rhumatologue, le 7 octobre 2002, égorgée dans son cabinet à Valenciennes par Mohamed Medjahed, marginal divorcé. | Mohamed Medjahed est condamné le 8 juin 2011 en première instance à 30 ans de réclusion criminelle assortie d'une période de sûreté de 20 ans par les assises du Nord. |
| 2002 à 2005 | Paris, Hérault, Puy-de-Dôme, Allier                                 | Affaire Coulibaly            | Série de neuf viols précédés, accompagnés ou suivis de tortures ou actes de barbarie, deux tentatives de viol et une agression sexuelle aggravée à Paris, Montpellier, Clermont-Ferrand et Vichy par Lassana Coulibaly, SDF. | Lassana Coulibaly est condamné le 23 mai 2008 en première instance à 20 ans de réclusion criminelle sans période de sûreté par les assises du Puy-de-Dôme. |
| 2003        | Pas-de-Calais                                                       | Affaire Matis                | Meurtre de Monique Lejeune à Coulogne le 7 février 2003 par Béatrice Matis, une ancienne compagne de son mari Claude. | Béatrice Matis est condamnée le 27 janvier 2012 en appel à 15 ans de réclusion criminelle sans période de sûreté par les assises du Nord. |
| 2003        | Pantin                                                              | Affaire Antoine Belmonte     | Antoine Belmonte est assassiné le 22 février 2003 à Pantin en Seine-Saint-Denis d'un tir à travers sa porte. | L'affaire est élucidée en 2025. La victime a été confondue avec un homonyme, un policier qui, en 1992, aurait tué en service un garçon de 13 ans dans un parking d’Asnières. L'auteur présumé du tir a reconnu les faits. |
| 2003        | Paris                                                               | Affaire Francis Imbard       | Assassinat de Francis Imbard, patron d'une boîte de nuit et d'un restaurant, 59 ans, le 26 février 2003, abattu sur son palier dans le 16e. | Affaire non élucidée en 2025. |
| 2003        | Bouches-du-Rhône                                                    | Affaire Gaudissard           | Assassinats de Chantal d'Amato, 53 ans, veuve, et de sa fille Audrey, 24 ans, le 31 mars 2003, dans leur maison à Meyrargues, égorgées par Poncé Gaudissard, chauffeur. | Poncé Gaudissard est condamné le 19 mars 2011 en appel à la réclusion criminelle à perpétuité assortie d'une période de sûreté de 22 ans par les assises du Var. |
| 2003        | Haute-Savoie                                                        | Affaire Flactif              | Assassinats de Xavier Flactif, promoteur, de sa compagne Graziella Ortolano et de leurs trois enfants par David Hotyat le 11 avril 2003 au Grand-Bornand. | David Hotyat est condamné le 30 juin 2006 à la réclusion criminelle à perpétuité assortie d'une période de sûreté de 22 ans par les assises de Haute-Savoie. |
| 2003        | Alpes-Maritimes                                                     | Affaire Christophe Dalmasso  | Assassinat de Christophe Dalmasso, riche héritier, 34 ans, le 2 septembre 2003, à Nice par Edno Borba Da Silva, danseur brésilien, amant de sa fille adoptive Lucie. | |
| 2003        | Pas-de-Calais                                                       | Affaire Vincent Humbert      | Mort de Vincent Humbert, pompier de 19 ans, devenu tétraplégique, aveugle et muet, après un grave accident de la route en 2000, des suites d'une injection de pentobarbital de sodium effectuée par sa mère Marie Humbert avec l'aide d'un médecin, le Dr Chaussoy, le 24 septembre 2003.                                                 | La « loi Vincent Humbert » est votée dans le but de dépénaliser l'exception du suicide médicalement assisté en France. Sa mère meurt à 63 ans des suites d'une longue maladie le 5 août 2018. |
| 2004        | Côte-d'Or                                                           | Affaire Bary                 | Meurtre de Valérie Bary, 38 ans, le 26 mars 2004, chez elle dans le hameau de Laneau, sur la commune d'Arconcey, par son mari Laurent. | |
| 2004        | Bouches-du-Rhône                                                    | Affaire Ghofrane Haddaoui    | Ghofrane Haddaoui, 23 ans, Française d'origine tunisienne, tuée à coup de pierres à Marseille le 19 octobre 2004. | Sa lapidation la veille suscita, après un temps d'indifférence, l'indignation sur la condition des jeunes filles des quartiers populaires en France. La cour d'assises des mineurs des Bouches-du-Rhône condamna le 13 avril 2007 les deux jeunes de 19 et 20 ans (mineurs au moment des faits) à 23 ans de réclusion criminelle. L'excuse de minorité ne fut pas retenue. |
| 2004        | Corrèze                                                             | Affaire Bondonny             | Assassinat commandité du chasseur Marius Lac le 25 août 2004, faisant suite à une affaire d'empoisonnement d'animaux. | Roland Bondonny se suicide en prison après avoir fait appel de sa condamnation. |
| 2004        | Yonne                                                               | Affaire Treiber              | Assassinats de Géraldine Giraud (fille de l'acteur Roland Giraud) et de Katia Lherbier, le 1er novembre 2004 à Villeneuve-sur-Yonne. Jean-Pierre Treiber, le principal suspect, après une évasion rocambolesque, se suicide avant d'être jugé.                                                                                            | L'affaire est très médiatisée, du fait de la célébrité du père de l'une des deux victimes et de multiples rebondissements. |
| 2004        | Alpes-Maritimes                                                     | Affaire M'Barek              | Meurtre d'Anthony Ashley-Cooper, 10e comte de Shaftesbury, le 6 novembre 2004 à Cannes, par son beau-frère Mohamed M'Barek. | |
| 2004        | Pyrénées-Atlantiques                                                | Affaire Dupuy                | Meurtre d'une aide-soignante et d'une infirmière dans la nuit du 17 au 18 décembre 2004 à l'hôpital psychiatrique de Pau par Romain Dupuy. | |
| 2005        | Seine-et-Marne                                                      | Affaire Louvet-Sajdi         | Assassinat de Maryse Louvet à Mareuil-lès-Meaux le 15 janvier 2005, par sa propre fille, Émilie, et le compagnon de celle-ci, Driss Sajdi, récidiviste. | Sajdi fut auparavant condamné à 20 ans de réclusion pour le meurtre d'une jeune femme en 1991. |
| 2005        | Paris                                                               | Affaire Brouns               | Meurtre et dépeçage de Christelle Leroy, 26 ans, et de son fils Lucas, 5 ans, le 20 février 2005, par son employeur et amant Bérenger Brouns. | |
| 2005        | Somme                                                               | Affaire Françoise Chabé      | Meurtre de Françoise Chabé, 24 ans, étranglée chez elle le 26 février 2005 à Humbercourt. | Ludovic son époux, suspecté de l'avoir tuée, est acquitté. |
| 2005        | Gard                                                                | Affaire Élodie Morel         | Enlèvement, séquestration, actes de torture et de barbarie, et assassinat d’Élodie Morel, 29 ans, à Vergèze le 2 mai 2005 par Guillaume Mingaud avec la complicité de Richard et Francine Lignier. | |
| 2005        | Seine-et-Marne                                                      | Affaire Gateau-Mathey        | Meurtre de Nelly Cremel, trente-neuf ans, en juin 2005, près de Reuil-en-Brie par Patrick Gateau et Serge Mathey. | L'affaire, qui est le fait d'un récidiviste et d'un complice, pose la question de la libération conditionnelle, et est exploitée politiquement par Nicolas Sarkozy, futur président de la République française. |
| 2005        | Essonne                                                             | Affaire Cayez                | Viol et meurtre de Audrey Jouannet, 24 ans, le 13 septembre 2005, à Soisy-sur-Seine, par son concierge Jean-Luc Cayez, violeur récidiviste. | |
| 2005        | Rhône                                                               | Affaire Marine Boisseranc    | Marine Boisseranc, 20 ans, étudiante en comptabilité, est tuée de 12 coups de couteau dans le salon de ses parents à Chazay-d'Azergues le 11 octobre 2005. | |
| 2005        | Hauts-de-Seine                                                      | Affaire Aubry                | Franck Renard-Payen, héritier de la veuve, et Olivier Eustache sont poursuivis pour assassinat, soupçonnés d'avoir maquillé le meurtre de Dominique Aubry en suicide le 1er décembre 2005 dans sa péniche de Neuilly-sur-Seine. | |
| 2006        | Hauts-de-Seine, Essonne                                             | Affaire du gang des barbares | Enlèvement, puis séquestration et torture pendant trois semaines d'Ilan Halimi, un jeune vendeur juif, dans un appartement puis une cave de Bagneux. La victime succombe à ses blessures pendant son transfert à l'hôpital après avoir été relâchée à Sainte-Geneviève-des-Bois. Plus d'une vingtaine de personnes sont impliquées.       | L'affaire suscite une vive émotion, y compris au plus haut niveau de l'État, du fait de l'antisémitisme des auteurs du crime et des conditions de séquestration et de mort du jeune homme. Elle inspire un film, d'Alexandre Arcady, sorti en 2014. |
| 2006        | Corse-du-Sud                                                        | Affaire Robert Feliciaggi    | Robert Feliciaggi, 63 ans, homme politique Corse est abattu sur le parking de l'aéroport d'Ajaccio le 10 mars 2006. | Non-lieu rendu en juillet 2016. |
| 2006        | Côte-d'Or                                                           | Affaire Perrin               | Assassinat de Marcelle Bouvard, 79 ans, le 16 avril 2006 à Ladoix-Serrigny par son petit-neveu Geoffrey Perrin. | Le 16 septembre 2009, Geoffrey Perrin est condamné à 25 ans de prison dont les deux tiers de sûreté. |
| 2007        | Eure                                                                | Affaire Gaëlle Fosset        | Gaëlle Fosset, 21 ans, étudiante, est tuée de 66 coups de couteau dans son pavillon à Saint-Germain-la-Campagne le 27 avril 2007. | Affaire non élucidée en 2025. |
| 2007        | Hauts-de-Seine                                                      | Affaire Déby                 | Meurtre de Brahim Déby fils du président tchadien Idriss Déby, le 2 juillet 2007 à Courbevoie. | |
| 2007        | Tarn-et-Garonne                                                     | Affaire Anne-Laure Urvoy     | Assassinat d'Anne-Laure Urvoy, 27 ans, ingénieure à la centrale nucléaire de Golfech le 20 novembre 2007 à Valence d'Agen, frappée et étranglée dans sa chambre par son compagnon Abderrazzak Zibha. | Abderrazzak Zibha est condamné à 27 ans de réclusion criminelle. |
| 2007        | Oise                                                                | Affaire Thierry Devé-Oglou   | Le 25 novembre 2007 à Creil, Anne-Lorraine Schmitt, 23 ans, est retrouvée morte dans un RER après avoir été poignardée par Thierry Devé-Oglou. | Thierry Devé-Oglou est condamné le 15 décembre 2010 à la réclusion criminelle à perpétuité assortie d'une période de sûreté de 22 ans par les assises du Val d'Oise. |
| 2007        | Pas-de-Calais                                                       | Affaire Laurence Maille      | Le 28 novembre 2007 à Farbus, Laurence Maille, 36 ans, est étranglée par son compagnon John Szablewski. | John Szablewski est condamné en mars 2011 à 30 ans de réclusion criminelle assortis d'une période de sûreté de 20 ans par les assises du Pas-de-Calais. |
| 2008 à 2016 | Doubs                                                               | Affaire Péchier              | Le Dr médecin anesthésiste Frédéric Péchier est suspecté d'avoir commis 24 empoisonnements sur personnes vulnérables, dont 9 mortels en utilisant du chlorure de potassium. | Faits révélés en mars 2017 et mai 2019, il clame son innocence malgré les charges. |
| 2008        | Paris, Oise                                                         | Affaire Cholet               | Enlèvement, séquestration et meurtre de Susanna Zetterberg, 19 ans, suédoise, serveuse dans un café et baby-sitter, étudiante à la Sorbonne, le 18 avril 2008 par Bruno Cholet, faux chauffeur de taxi, délinquant multirécidiviste. | Elle est retrouvée en partie carbonisée dans la forêt de Chantilly. |
| 2008        | Bouches-du-Rhône                                                    | Affaire Salameh              | Série de disparitions de Fatima Saiah, baby-sitter, 21 ans, le 7 mai 2008, Iryna, 42 ans, prostituée ukrainienne, le 5 octobre, Cristina, 23 ans, prostituée roumaine, le 27 octobre, Zineb Chebout, 28 ans, prostituée algérienne, le 7 novembre à Marseille, assassinées par Patrick Salameh, chef de chantier dépressif et délinquant. | Soumia El Kandadi, prostituée marocaine, est rescapée. |
| 2008        | Ain, Loire-Atlantique                                               | Affaire Thomassin            | Meurtre supposé de Catherine Burgod, 41 ans, enceinte de cinq mois et demi, employée communale de Montréal-la-Cluse le 19 décembre 2008 par Gérald Thomassin, acteur, et deux de ses acolytes. | Thomassin devient le principal suspect, mais il clame son innocence. Il disparaît le 29 août 2019 à Nantes le jour où il devait se présenter au tribunal de Lyon pour participer à la confrontation judiciaire avec les deux autres suspects de l’affaire. |
| 2009        | Cher, Nièvre                                                        | Affaire Juillet-Rayé         | Enlèvement et séquestration de Luc Amblard, 56 ans, et son compagnon Guy Bordenave, 39 ans, organisateurs de spectacles, dans leur maison à Couy dans la nuit du 7 au 8 mars 2009. Ils sont enterrés vivants sur une rive de la Loire à la Charité-sur-Loire par Christophe Rayé et Claude Juillet, beau-frère de Guy Bordenave.          | Christophe Rayé et Claude Juillet sont condamnés à 30 ans de réclusion criminelle. |
| 2010        | Saône-et-Loire                                                      | Affaire Bertrand Touchard    | Meurtre de Bertrand Touchard, chauffeur de poids lourds, drogué, asphyxié, battu, étranglé puis noyé par Nathalie Chatelot avec la complicité de Claire Garcia. Le corps sera découvert le 3 avril 2010 dans les eaux de la Saône. | |
| 2010-2018   | Val-de-Marne, Pas-de-Calais, Nord, Seine-et-Marne, Val-d'Oise, Oise | Affaire Aurélie Fouquet      | Meurtre d'Aurélie Fouquet, 26 ans, policière municipale le 20 mai 2010, dans une attaque à main armée d'un convoi de fonds par quatre hommes cagoulés (dont le principal suspect Rédoine Faïd) à Villiers-sur-Marne, braquage d'un fourgon blindé dans le Pas-de-Calais en 2011, commandité par Faïd.                                     | Pour le meurtre d'Aurélie Fouquet, Faïd est condamné en même temps que ses complices à 18 ans de prison. Pour le braquage d'un fourgon blindé dans le Pas-de-Calais en 2011, il est condamné à 18 ans de réclusion. |
| 2010        | Orne                                                                | Affaire Fleury-Rolland       | Assassinat d'Arnaud Ghys, 28 ans, boucher à L'Aigle dans la nuit du 9 au 10 juillet 2010, commandité par sa compagne Mélanie Fleury. Abattu dans le dos au fusil de chasse par Damien Rolland, son amant, peintre en bâtiment au chômage.                                                                                                 | |
| 2010        | Saône-et-Loire                                                      | Affaire Ghislaine Leclerc    | Meurtre de Ghislaine Leclerc-Bouzaiene, 57 ans, dans la nuit du 26 au 27 août 2010, dans la chambre de sa maison à Volesvres, abattue de quatre balles. | Son gendre Sylvain Schrutt, un temps suspecté, est acquitté. |
| 2010        | Bouches-du-Rhône                                                    | Affaire Christophe Lejard    | Assassinat de Christophe Lejard abattu d'une balle derrière la tête le 24 novembre 2010. | Le procès a été ajourné le 18 mai 2015 car sa veuve, Roseline Lejard, a fait un malaise. Le 22 juin 2016 celle-ci a été condamnée à 25 années de réclusion criminelle pour avoir commandité l'assassinat de son mari. Arnaud Privat, son fils, né d'une précédente union, écope d'une peine de 15 ans de prison. Il avait servi d'intermédiaire entre sa mère et le meurtrier, un jeune habitant de Nogent-le-Rotrou, à qui il avait remis la somme de 15 000 € pour tuer son beau-père. Enfin Christopher Munsch, le tireur, est condamné à 20 ans de prison. |
| 2010        | Paris                                                               | Affaire Bernard Mazières     | Meurtre de Bernard Mazières, journaliste politique à la retraite depuis un an, par son fils adoptif et son ami Dany Manfoumbi le 24 décembre 2010. | Son fils adoptif est condamné à 13 ans de réclusion criminelle pour complicit. Dany Manfoumbi est condamné à 20 ans de récusion criminelle. |

#### Meurtres sur mineurs
| Année | Département(s)        | Affaire                 | Résumé | Commentaires et condamnations |
| ----- | --------------------- | ----------------------- | --- | --- |
| 2001  | Moselle               | Affaire Krauth          | Viol, meurtre et incinération de Karine Schaaff, 16 ans, le 22 juillet 2001 à Bitche par Stéphane Krauth avec la complicité de sa compagne Péroline Garino.              | Stéphane Krauth est condamné à la réclusion criminelle à perpétuité ainsi qu'une période de sûreté de 22 ans. Sa femme Péroline Garino est condamné à 3 ans de prison.                                   |
| 2003  | Haut-Rhin             | Affaire Parnisari       | Meurtre de Sophia, 7 ans, à Brunstatt le 10 mars 2003, asphyxiée par sa mère Tania Parnisari.                                                                            | Tania Parnisari est condamnée le 29 janvier 2007 en première instance à 20 ans de réclusion criminelle sans période de sûreté par les assises du Haut-Rhin.                                              |
| 2004  | Loire-Atlantique      | Affaire Jonathan Coulom | Enlèvement de Jonathan Coulom, 10 ans et demi, le 7 avril 2004 à Saint-Brevin-les-Pins.                                                                                  | Son corps est trouvé, ligoté et lesté d'un parpaing dans un étang à Guérande le 19 mai 2004. Martin Ney, un tueur en série Allemand, avoue en avril 2018 en cellule avoir enlevé et tué le petit garçon. |
| 2004  | Bas-Rhin              | Affaire Bodein          | Enlèvement, séquestration et meurtre, accompagnés d'actes de torture, sur deux filles de neuf et quatorze ans et d'une jeune femme de trente-huit ans par Pierre Bodein. | « Pierrot le fou ». Premier détenu en France à être condamné à la perpétuité réelle. |
| 2008  | Ain                   | Affaire Moitoiret       | Assassinat de Valentin Crémault, 11 ans, dans la nuit du 28 au 29 juillet 2008, à Lagnieu, par Stéphane Moitoiret.                                                       | En novembre 2013, sa compagne Noëlla Hégo est acquittée du chef d'accusation de complicité d'assassinat et est internée en hôpital psychiatrique au cours du verdict du procès en appel.                 |
| 2009  | Nord                  | Affaire Typhaine Taton  | Infanticide de Typhaine Taton, 5 ans, à Aulnoye-Aymeries le 11 juin 2009 par sa mère Anne-Sophie Faucheur et le compagnon de celle-ci, Nicolas Willot.                   | |
| 2009  | Sarthe                | Affaire Marina Sabatier | Infanticide de Marina Sabatier, 8 ans, à Écommoy le 6 août 2009 par ses parents, Éric Sabatier et Virginie Darras.                                                       | Éric Sabatier décède en prison quatre ans après son procès. La France est condamnée par la CEDH pour défaillance dans la protection de l’enfant.                                                         |
| 2010  | Nord                  | Affaire Cottrez         | Huit cadavres de nouveau-nés sont trouvés dans un pavillon et un jardin du village de Villers-au-Tertre, tués par leur mère Dominique Cottrez, aide-soignante de 45 ans. | |
| 2010  | Territoire de Belfort | Affaire Nasica          | En 2010, Pierre Nasica,15 ans, est assassiné de plusieurs coups de couteaux à Belfort par son "meilleur ami", Yacine Sid                                                 | Yacine Sid n'est comdamné qu'à 20 de réclusions criminelles puisqu'il est passé aux aveux. |

#### Attentats / Tueries de masse
| Année | Département(s) | Affaire            | Résumé | Commentaires et condamnations |
| ----- | -------------- | ------------------ | --- | --- |
| 2001  | Indre-et-Loire | Tuerie de Tours    | Fusillade commise par Jean-Pierre Roux-Durraffourt et faisant quatre morts et sept blessés le 29 octobre 2001 à Tours.                                           | Jean-Pierre Roux-Durraffourt est condamné à la réclusion criminelle à perpétuité, assortie d'une période de sûreté de 22 ans.                                                                                  |
| 2002  | Hauts-de-Seine | Tuerie de Nanterre | Tuerie coûtant la vie à huit personnes, commise par Richard Durn le 27 mars 2002, au terme d'une séance du conseil municipal à la mairie de Nanterre.            | Richard Durn se suicide avant son procès le 28 mars 2002. |
| 2002  | Paris          | Affaire Brunerie   | Tentative d'assassinat sur le président de la République française Jacques Chirac, le 14 juillet 2002, lors du défilé militaire sur l'avenue des Champs-Élysées. | Maxime Brunerie est condamné le 11 décembre 2004 en première instance à 10 ans de réclusion criminelle sans période de sûreté par les assises de Paris. Il est libéré après 7 ans de détention le 3 août 2009. |

#### Sans homicide connu
| Année       | Département(s)          | Affaire                   | Résumé | Commentaires et condamnations |
| ----------- | ----------------------- | ------------------------- | --- | --- |
| 2001        | Alpes-Maritimes         | Affaire Smet              | Viol prétendu d'une ex-hôtesse, Marie-Christine Vo, sur un yacht à Cannes en avril 2001 par Jean-Philippe Smet, alias Johnny Hallyday, chanteur, compositeur et acteur.                                                                                               | Il est entendu par la justice en tant que témoin assisté ; il ne sera jamais mis en examen, et sur l'avis du parquet qui considère que « rien n'était en état d'être prouvé dans cette affaire ». |
| 2003 - 2006 | Ardèche, Isère et Drôme | le Gang des souris vertes | Nombreux cambriolages commis dans des banques, et braquages de véhicules de transport de fonds. Les chefs étaient Laurent Cocogne et Serge Quemin. | ou « gang des lessiveurs », d'abord appelé « gang des mécanos ». Laurent Cocogne se suicide par balle lors de son arrestation.                                                                    |
| 2003 - 2009 | La Réunion              | Affaire Verbard           | Juliano Verbard, fondateur et gourou du groupement religieux Cœur douloureux et immaculé de Marie, considéré comme une secte, est accusé d'agressions sexuelles sur mineurs, viols, séquestration, prise d’otages, évasion (par lui-même et les adeptes de sa secte). | « Petit Lys d'Amour » |
| 2006        | Hauts-de-Seine          | Affaire Yaffa             | La mère et le frère d'Élie Yaffa, rappeur, ont été ligotés et séquestrés par deux individus lui réclamant 500 000 € à Meudon le 13 février 2006. | |

### 2011-2020

#### Faits divers / Meurtres
| Année       | Département(s)              | Affaire                               | Résumé | Condamnations et commentaires |
| ----------- | --------------------------- | ------------------------------------- | --- | --- |
| 2011        | Loire-Atlantique            | Affaire Meilhon                       | Le 19 janvier 2011 à la Bernerie-en-Retz, meurtre de Laetitia Perrais, 18 ans, par Tony Meilhon. | Tony Meilhon est condamné le 5 juin 2013, à la réclusion criminelle à perpétuité assortie d'une période de sûreté de 22 ans par les assises de Loire-Atlantique. |
| 2011        | Loire-Atlantique            | Affaire Dupont de Ligonnès            | Le 6 avril 2011 à Nantes, quintuple meurtre des membres de la famille Dupont de Ligonnès à leur domicile. | Le père, Xavier, disparaît le 15 avril à Roquebrune-sur-Argens et devient aussitôt le suspect numéro 1. Affaire non élucidée en 2025. |
| 2011        | Haut-Rhin                   | Meurtre de Jean Meyer                 | Le 27 avril 2011, un contrôleur aérien stagiaire, Karim Ouali, est suspecté d'avoir mortellement agressé Jean Meyer, chef de la tour de contrôle de l'Aéroport International de Bâle-Mulhouse | Les enquêteurs pensent fortement à un attentat, soit au niveau de la tour de contrôle, soit en aiguillant de manière malveillante les aéronefs en relation avec l'aéroport. Le suspect a refait sa vie à Singapour, marié et père de famille. La Chine refuse son extradition pour raisons géopolitiques.                  |
| 2011        | Meurthe-et-Moselle          | Meurtre de L'A31                      | Le 19 juillet 2011, Xavier Baligant rentre de vacances et se dirige vers la Belgique. Il s'arrête sur l'aire de Malvaux où il est criblé de balles. | Affaire non élucidé en 2025 |
| 2011        | Var                         | Affaire Colette Deromme               | Le 14 avril 2011 à Lorgues, meurtre de Colette Deromme, 50 ans, étranglée par son ex-belle-sœur, Sylviane Fabre. | Sylviane Fabre est condamnée le 24 janvier 2014, à 30 ans de réclusion criminelle par les assises du Var. |
| 2011 - 2012 | Essonne                     | Affaire Palmier                       | Du 27 novembre 2011 au 5 avril 2012 à Juvisy-sur-Orge, quatre meurtres sans mobile commis par Yoni Palmier, marginal sans emploi, personnage ultraviolent. | Yoni Palmier est condamné le 16 avril 2015 à la réclusion criminelle à perpétuité assortie d'une période de sûreté de 22 ans par les assises de l'Essonne. |
| 2011 - 2020 | Vaucluse                    | Affaire des viols de Mazan            | Une cinquantaine de personnes sont accusées d'avoir violé la même femme (Gisèle Pélicot), droguée à son insu par son mari, Dominique Pélicot, également mis en cause. | Procès débutant le 2 septembre 2024. |
| 2012        | Loire                       | Affaire Beau                          | Le 27 février 2012 à la Terrasse-sur-Dorlay, meurtre de Philippe Gletty par sa secrétaire comptable et maîtresse, d'une balle dans le dos et deux dans la tête. | Bettina Beau est condamnée le 23 mai 2014 à 18 ans de réclusion criminelle par les assises de la Loire. |
| 2012 - 2013 | Savoie                      | Affaire Chambet                       | De septembre 2012 à novembre 2013 à Jacob-Bellecombette, Ludivine Chambet, aide-soignante, empoisonne dix personnes âgées dans l'EHPAD où elle travaille. | Ludivine Chambet est condamnée le 23 mai 2017 à 25 ans de réclusion criminelle par les assises de Savoie. |
| 2012        | Loiret                      | Affaire Jacqueline Sauvage            | Le 10 septembre 2012 à La Selle-sur-le-Bied, meurtre de Norbert Marot, 47 ans, par son épouse Jacqueline Sauvage au domicile familial. Elle le tue de trois coups de fusil. | Victime de violences conjugales, Jacqueline Sauvage est condamnée le 28 octobre 2014 à 10 ans de réclusion criminelle par les assises du Loiret. Graciée, elle est libérée le 28 décembre 2016 après 4 ans de détention.                                                                                                   |
| 2012        | Isère                       | Affaire Kevin et Sofiane              | Le 28 septembre 2012 à Échirolles, meurtres de Kévin Noubissi, âgé de 21 ans, et de Sofiane Tadbirt, 22 ans, dans un parc d’Échirolles. | Le 23 décembre 2015, Ilyes Tafer et Youssef Camara sont condamnés respectivement à 20 et 14 ans de réclusion criminelle par les assises de l'Isère. |
| 2013        | Loire-Atlantique            | Affaire Barbot-Livet                  | Le 15 mars 2013 à Vritz, meurtre de Anne Barbot née Blin, par son époux Didier et sa maîtresse Stéphanie Livet. | Didier Barbot est condamné le 25 janvier 2016 à 30 ans de réclusion criminelle, Stéphanie Livet à 25 ans de réclusion criminelle par les assises de Loire-Atlantique. |
| 2013        | Pyrénées-Orientales         | Affaire Allison et Marie-José Benitez | Le 14 juillet 2013 à Perpignan, disparition mystérieuse d'Allison Benitez, 19 ans, et de sa mère Marie-José, 55 ans. | Francisco Benitez, principal suspect, se suicide le 5 août 2013. |
| 2014        | Alpes-Maritimes             | Affaire Hélène Pastor                 | Le 6 mai 2014 à Nice, meurtre d'Hélène Pastor et de son chauffeur, abattus par un commando de deux hommes commandité par son gendre Wojciech Janowski. | Wojciech Janowski est condamné le 17 octobre 2018 à la réclusion criminelle à perpétuité, Samine Ahmed à la réclusion criminelle à perpétuité, Al Hair Hamamdi à la réclusion criminelle à perpétuité par les assises des Bouches-du-Rhône.                                                                                |
| 2014        | Haute-Garonne               | Affaire Scaravetti                    | Le 5 août 2014 à Toulouse, meurtre de Laurent Baca, intérimaire, 36 ans, tué par sa conjointe Édith Scaravetti, 26 ans, auxiliaire de vie. | Édith Scaravetti est condamnée le 17 mai 2019 à 10 ans de réclusion criminelle par les assises du Tarn-et-Garonne. |
| 2014        | Vosges                      | Affaire Laëtitia Delécluse,           | Le 2 septembre 2014 à Ramonchamp, disparition et meurtre de Laëtitia Delécluse, 38 ans, mère de deux enfants, par son compagnon Daniel Rudenko. | Daniel Rudenko est condamné le 24 juin 2017 à 20 ans de réclusion criminelle par les assises des Vosges. |
| 2016        | Ain                         | Affaire Anne-Charlotte Poncin         | Le 5 janvier 2016 à Ambérieu-en-Bugey, Anne-Charlotte Poncin disparaît. Son crâne et les restes de son corps sont retrouvés le 19 février 2023. | Son ex-compagne Margaux Olivier est la principale suspecte. Mise en examen en 2022, elle avoue avoir vu Anne-Charlotte morte suicidée par médicaments et aurait jeté son cadavre dans un fleuve. Elle est malgré tout libéré en 2024 et reste mise en examen. Le suicide et l'homicide sont privilégies. Enquête en cours. |
| 2016        | Saône-et-Loire              | Affaire Valérie Bacot                 | Le 13 mars 2016 à la Clayette, Valérie Bacot, victime de violences conjugales, abat son mari Daniel Polette d'une balle dans la nuque. | Valérie Bacot est condamnée le 25 juin 2021 à 4 ans de prison dont 1 an ferme par les assises de Saône-et-Loire. |
| 2016        | Seine-Saint-Denis           | Affaire Chaolin Zhang                 | Le 7 août 2016 à Aubervilliers, meurtre d'un couturier chinois de 49 ans, Chaolin Zhang, violemment agressé par trois jeunes. | X est condamné le 19 juin 2018 à 10 ans de réclusion criminelle, Y est condamné à 4 ans de prison par les assises de Seine-Saint-Denis. |
| 2016        | Doubs                       | Affaire Narumi Kurosaki               | Le 4 décembre 2016 à Besançon, disparition et meurtre présumé de Narumi Kurosaki, étudiante japonaise de 21 ans. | Nicolas Zepeda est condamné le 12 avril 2022 à 28 ans de réclusion criminelle par les assises du Doubs. |
| 2017        | Loire-Atlantique, Finistère | Affaire Troadec                       | Le 17 février 2017 à Orvault, assassinat de la famille Troadec, à leur domicile, par Hubert Caouissin, pris d'un délire de persécution. | Hubert Caouissin est condamné le 7 juillet 2021 à 30 ans de réclusion criminelle par les assises de Loire-Atlantique. |
| 2017        | Allier                      | Crimes de Montluçon                   | Durant 10 jours en mars 2017 à Montluçon, trois personnes âgées sont tuées et une jeune est violée. | Zaki Ali Toumbou est condamné à une peine de réclusion perpétuité et D.A à une peine de 30 ans de réclusion criminelle par la Cour d'assises des mineurs de l'Allier en 2019. Les peines sont confirmées en appel en 2020.                                                                                                 |
| 2017        | Paris                       | Affaire Sarah Halimi                  | Le 4 avril 2017 à Paris, meurtre à caractère antisémite de Sarah Halimi poignardée à son domicile par Kobili Traoré. | Kobili Traoré est déclaré le 19 décembre 2019 irresponsable pénalement par les assises de Paris. |
| 2017        | Haute-Saône                 | Affaire Daval                         | Le 28 octobre 2017 à Gray-la-Ville, meurtre d'Alexia Daval par strangulation au cours d'une dispute par son compagnon. | Jonathan Daval est condamné le 21 novembre 2020 à 25 ans de réclusion criminelle par les assises de Haute-Saône. |
| 2017        | Ariège                      | Affaire des « disparus de Mirepoix »  | Le 30 novembre 2017, Christophe Orsaz et sa fille Célia disparaissaient. Lui est roué de coups de barre de fer puis jeté vivant dans une fosse septique, et sa fille de 18 ans est tuée d’une balle de fusil de chasse en pleine tête. | En 2023 la cour d'assises de Foix a condamné l'ex-compagne Marie-José Montesinos et son amant Jean-Paul Vidal à 30 ans de réclusion pour avoir tué le père et sa fille, tombés dans un guet-apens. |
| 2018        | Paris                       | Affaire Mireille Knoll                | Le 23 mars 2018 à Paris, meurtre à caractère antisémite de Mireille Knoll, poignardée à son domicile. | Yacine Mihoub est condamné à la réclusion criminelle à perpétuité assortie d'une période de sûreté de 22 ans par les assises de Paris. |
| 2018        | Isère                       | Affaire Adrien Perez                  | Le 29 juillet 2018 à Meylan, meurtre d'Adrien Perez, tué à coups de couteaux alors qu'il venait en aide à un ami sur le parking d'une discothèque. | Yanis El Habib est condamné le 21 juin 2021 à 15 ans de réclusion criminelle, Younès El Habib à 15 ans de réclusion criminelle par les assises de l'Isère. |
| 2018        | Paris                       | Affaire Vanesa Campos                 | Le 17 août 2018 à Paris, meurtre de Vanesa Campos, prostituée, sans papier, âgée de 36 ans, après s'être opposée à un groupe d'hommes armés d'un révolver volé à un policier. | Mahmoud Kadri est condamné le 30 janvier 2022 à 22 ans de réclusion criminelle, Karim Ibrahim à 22 ans de réclusion criminelle par les assises de Paris. |
| 2018        | Bas-Rhin                    | Affaire Sophie Le Tan,                | Le 7 septembre 2018 à Schiltigheim, disparition de Sophie Le Tan, étudiante de 20 ans. Son corps démembré est retrouvé 13 mois plus tard dans une forêt alsacienne, à l'état de squelette. | Jean-Marc Reiser est condamné à la perpétuité assortie de vingt-deux ans de sûreté. |
| 2018        | Aude                        | Affaire Valérie Drif                  | Le 8 octobre 2018 à Carcassonne, meurtre de Valérie Drif par sa conjointe Laëtitia. Les pompiers intervenant pour un suicide par pendaison, l'autopsie déterminera une mort par strangulation. | Laëtitia est alors placée en détention provisoire à l'unité pour femmes de la maison d'arrêt de Perpignan. Elle sort ensuite de prison le 19 avril 2019 et est placée sous contrôle judiciaire mais n'est pas contrainte au port d'un bracelet électronique.                                                               |
| 2019        | Marne                       | Affaire Bastien Payet                 | Le 10 mars 2019 à Reims, meurtre de Bastien Payet, 23 ans, ancien candidat des Douze Coups de midi des suites d’une violente agression par trois étudiants rémois. | Enquête en cours. |
| 2019        | Landes                      | Affaire Johanna Blanes                | Le 7 juillet 2019 à Mont-de-Marsan, Johanna Blanes, 24 ans, mère d’un enfant de 19 mois, est retrouvée morte dénudée dans le tunnel de Laspécès. | Hussein Ahmed est condamné le 10 juin 2022 à 30 ans de réclusion criminelle assortie d'une période de sûreté de 22 ans par les assises des Landes. |
| 2019        | Oise                        | Affaire du prêtre Matassoli,.         | Le 4 novembre 2019 à Agnetz, un prêtre, Roger Matassoli, est étranglé et violemment battu par un jeune homme dont il avait abusé sexuellement. | Alexandre V. est déclaré le 16 juillet 2021 irresponsable pénalement par les assises de l'Oise. |
| 2019        | Aisne                       | Affaire Elisa Pilarski                | Le 16 novembre 2019 à Villers-Cotterêts, Elisa Pilarski, 29 ans, enceinte de six mois, est retrouvée morte dans la forêt de Retz avec de multiples morsures de chien. | Enquête en cours. |
| 2020        | Bouches-du-Rhône            | Affaire Alban Gervaise                | Le 10 mai 2020 à Marseille, Alban Gervaise, 41 ans, récupère sa fille en bas âge devant l'école. Un individu fait alors irruption dans sa voiture en l'agressant au couteau suisse. L'altercation se poursuit en dehors du véhicule, la victime étant sauvagement poignardée de dix coups et succombera à ses blessures deux semaines plus tard. | Considéré irresponsable pénalement, l'assaillant, 23 ans, est par la suite interné sans limite de durée. |
| 2020        | Pyrénées-Atlantiques        | Affaire Philippe Monguillot           | Le 5 juillet 2020 à Bayonne, meurtre de Philippe Monguillot, conducteur de bus battu à mort après avoir interpellé quatre passagers montés sans titre de transport ni masque. | Wyssem Manai est condamné le 21 septembre 2023 à 15 ans de réclusion criminelle, Maxime Guyennon à 13 ans de réclusion criminelle par les assises des Pyrénées-Atlantiques. |
| 2020        | Rhône                       | Affaire Axelle Dorier                 | Au cours d'une fête en fin de soirée, au Parc des Hauteurs à Lyon, la nuit du 18 au 19 juillet 2020. Une altercation provoque le départ en panique d'un conducteur, en conflit avec des fêtards, et celui ci s'enfuit sur 809,5 mètres, entrainant dans sa course Axelle Dorier, 23 ans, coincée sous son pare-choc.                             | Douze ans de réclusion criminelle pour le conducteur, cinq ans dont deux fermes pour son passager. |

#### Meurtres sur mineurs
| Année | Département(s)       | Affaire                                | Résumé | Condamnations et commentaires |
| ----- | -------------------- | -------------------------------------- | --- | --- |
| 2011  | Pyrénées-Atlantiques | Affaire Alexandre Junca                | Le 4 juin 2011 à Pau, meurtre d'Alexandre Junca, un collégien de 13 ans, son corps démembré par quatre complices dont deux marginaux.                                             | Mickaël Baehrel est condamné le 16 juin 2016, à la réclusion criminelle à perpétuité par les assises des Pyrénées-Atlantiques. |
| 2011  | Gard                 | Affaire Océane                         | Le 6 novembre 2011 à Bellegarde, enlèvement, viol et meurtre d'Océane Luna, 8 ans, par Nicolas Blondiau.                                                                          | Nicolas Blondiau est condamné le 17 février 2013, à la réclusion criminelle à perpétuité incompressible par les assises du Gard. |
| 2011  | Haute-Loire          | Affaire Agnès Marin                    | Le 16 novembre 2011 au Chambon-sur-Lignon, viol et meurtre d'Agnès Marin, 13 ans, par Mathieu Moulinas, 17 ans, récidiviste.                                                      | Mathieu Moulinas est condamné le 28 juin 2013, à la réclusion criminelle à perpétuité par les assises de Haute-Loire. |
| 2012  | Seine-Maritime       | Affaire du gang des lycéens de Dieppe. | Le 27 mars 2012 à Beauvoir-en-Lyons, meurtre d'Alexandre Castaldo, 17 ans, abattu de deux balles dans la nuque et incinéré dans une forêt par quatre camarades de lycée.          | Anthony S. est condamné le 30 mai 2013 à 20 ans de réclusion criminelle, Yohan L. à 18 ans de réclusion criminelle, Cyril L. à 16 ans de réclusion criminelle, Kévin S. à 15 ans de réclusion criminelle par les assises de Seine-Maritime. |
| 2013  | Puy-de-Dôme          | Affaire Fiona                          | Le 12 mai 2013 à Clermont-Ferrand, meurtre de Fiona Bourgeon, 5 ans, par sa mère Cécile Bourgeon et le compagnon de celle-ci, Berkane Makhlouf.                                   | Berkane Makhlouf est condamné le 26 novembre 2016 à 20 ans de réclusion criminelle par les assises du Puy-de-Dôme, Cécile Bourgeon est acquittée le 20 février 2019 par la cour de Cassation.                                               |
| 2015  | Pas-de-Calais        | Affaire de la petite Chloé             | Le 15 avril 2015 à Calais, viol et meurtre de Chloé Ansel, 9 ans, dans un bois, par Zbigniew Huminski, ouvrier polonais.                                                          | Zbigniew Huminski, l'auteur des faits, se suicide avant son procès le 14 mai 2017. |
| 2017  | Isère                | Affaire Maëlys                         | Le 27 août 2017 au Pont-de-Beauvoisin, Maëlys de Araujo, 8 ans, est enlevée au cours d'une cérémonie de mariage puis tuée par Nordahl Lelandais.                                  | Nordahl Lelandais est condamné à la réclusion criminelle à perpétuité assortie d'une peine de sûreté de 22 ans par les assises de l'Isère.                                                                                                  |
| 2018  | Nord                 | Affaire Angélique                      | Le 25 avril 2018 à Wambrechies, enlèvement et séquestration, viol suivi de meurtre d'Angélique Six, 13 ans, par David Ramault.                                                    | David Ramault est condamné à la réclusion criminelle à perpétuité assortie d'une période de sûreté de 25 ans par les assises du Nord. |
| 2019  | Oise                 | Affaire Shaïna Hansye                  | Le 25 octobre 2019 à Creil, Shaïna Hansye, 15 ans, déjà victime d'un viol collectif en août 2017, est poignardée et brûlée vive par un garçon de 17 ans dont elle était enceinte. | X est condamné à 18 ans de réclusion criminelle par les assisses des mineurs de l'Oise. |

#### Attentats / Tueries de masse
| Année | Département(s)                        | Affaire                                                       | Résumé | Condamnations et commentaires |
| ----- | ------------------------------------- | ------------------------------------------------------------- | --- | --- |
| 2012  | Haute-Garonne, Tarn-et-Garonne        | Tueries de mars 2012 à Toulouse et Montauban                  | Du 11 au 22 mars 2012 à Toulouse et Montauban, série d'attentats à l'arme à feux qui feront sept morts et six blessés. | Mohammed Merah, accusé des faits, est tué le 22 mars 2012 par les forces de l'ordre avant d'avoir été reconnu coupable. Son frère, Abdelkader est condamné le 18 avril 2019 par les assises de Paris à 30 ans de réclusion criminelle pour association de malfaiteurs et non pour complicité d'assassinat.                                                                                                |
| 2012  | Haute-Savoie                          | Tuerie de Chevaline                                           | Le 5 septembre 2012 à Chevaline, meurtre de trois membres d'une même famille britannique, un cycliste français est également abattu. | Enquête en cours. Affaire non élucidée en 2025. |
| 2013  | Paris                                 | Triple assassinat de militantes Kurdes à Paris                | Le 10 janvier 2013 à Paris, assassinats des militantes kurdes Sakine Cansiz, Fidan Doğan et Leyla Söylemez par Omer Güney agent du MIT. | Omer Güney, auteur des faits, meurt en prison avant son procès. |
| 2013  | Hauts-de-Seine                        | Attentat de La Défense en 2013                                | Le 25 mai 2013 à Nanterre, attaque au couteau contre un militaire français, Cédric Cordier, par Alexandre Dhaussy. | Alexandre Dhaussy, auteur des faits, est déclaré irresponsable pénalement. |
| 2013  | Paris                                 | Affaire Dekhar                                                | Du 15 au 18 novembre 2013 à Paris, série d'attaques à main armée. | Abdelhakim Dekhar est condamné le 25 novembre 2017 à 25 ans de réclusion criminelle assortie d'une période de sûreté de 16 ans par les assises de Paris. |
| 2014  | Côte-d'Or                             | Attaque de Dijon (en)                                         | Le 21 décembre 2014 à Dijon, un automobiliste fonce volontairement sur le marché de Noël avec son véhicule, blessant treize personnes. | L'auteur des faits est déclaré irresponsable pénalement. |
| 2014  | Loire-Atlantique                      | Attaque de Nantes (en)                                        | Le 22 décembre 2014 à Nantes, Sébastien Sarron, 38 ans, fonce volontairement sur le marché de Noël, il tue un jeune homme de 25 ans. | Sébastien Sarron, l'auteur des faits se suicide le 13 avril 2016 avant son procès. |
| 2015  | Paris, Hauts-de-Seine, Seine-et-Marne | Attentats de janvier 2015 en France                           | Du 7 au 9 janvier 2015 à Paris, série d'attentats terroristes, dix-sept personnes sont tuées par Amedy Coulibaly, Chérif et Saïd Kouachi. | Chérif Kouachi, Saïd Kouachi, Amedy Coulibaly, auteurs des faits, sont tués le 9 janvier 2015 par les forces de l'ordre. |
| 2015  | Alpes-de-Haute-Provence               | Affaire du vol 9525 Germanwings                               | Le 24 mars 2015 à Prads-Haute-Bléone, Andreas Lubitz, 27 ans, copilote d'un avion de ligne, précipite volontairement son appareil contre un massif montagneux provoquant la mort des 149 autres personnes à bord.                                                | Andreas Lubitz décède (logiquement) le 24 mars 2015. |
| 2015  | Val-de-Marne                          | Affaire Ghlam                                                 | Le 19 avril 2015 à Villejuif, Sid Ahmed Ghlam tue par balles Aurélie Chatelain, 32 ans, afin de voler son véhicule et de commettre des attentats par la suite.                                                                                                   | Sid Ahmed Ghlam est condamné en première instance le 6 novembre 2020 à la réclusion criminelle à perpétuité assortie d'une période de sûreté de 22 ans par les assises de Paris. |
| 2015  | Isère                                 | Attentat de Saint-Quentin-Fallavier                           | Le 26 juin 2015 à Saint-Quentin Fallavier, Yassin Sahli décapite son patron Hervé Cornara avant de tenter de faire exploser l'usine où il travaille. | Yassin Salhi, l'auteur des faits, se suicide en prison avant son procès le 22 décembre 2015. |
| 2015  | Pas-de-Calais                         | Attentat du train Thalys le 21 août 2015                      | Le 21 août 2015 à Oignies, Ayoub El Khazzani tente de perpétrer un attentat à bord d'un TGV reliant Amsterdam à Paris. | Ayoub El Khazzani est condamné le 17 décembre 2020 à la réclusion criminelle à perpétuité assortie d'une période de sûreté de 22 ans par les assises de Paris. |
| 2015  | Seine-Saint-Denis, Paris              | Attentats du 13 novembre 2015 en France                       | Le 13 novembre 2015 à Paris, série d'attaques terroristes faisant 130 morts et 354 blessés. | Bilal Hadfi, Ammar al Sabaawi, Mohammad Al Mahmod, Brahim Abdeslam, se suicident concomitamment à leur crime, Foued Mohamed-Aggad, Ismaël Omar Mostefaï et Samy Amimour sont tués par les forces de l'ordre le 14 novembre 2015, Chakib Akrouh et Abdelhamid Abaaoud sont tués par les forces de l'ordre le 18 novembre 2015. Salah Abdeslam est condamné à la perpétuité incompressible le 29 juin 2022. |
| 2016  | Yvelines                              | Double assassinat du 13 juin 2016 à Magnanville               | Le 13 juin 2016 à Magnanville, assassinat d'un couple de fonctionnaires de police. Jean-Baptiste Salvaing, 42 ans, et Jessica Schneider, 36 ans, sont égorgés par Larossi Abballa à leur domicile, devant leur fils en bas âge.                                  | Larossi Abballa est tué par les forces de l'ordre le 14 juin 2016. |
| 2016  | Alpes-Maritimes                       | Attentat du 14 juillet 2016 à Nice                            | Le 14 juillet 2016 à Nice, Mohamed Lahouaiej-Bouhlel utilise un camion-bélier sur la promenade des Anglais tuant 86 personnes et faisant 458 blessés. | Mohamed Lahouaiej-Bouhlel, l'auteur des faits, est tué par les forces de l'ordre le 14 juillet 2016. |
| 2016  | Seine-Maritime                        | Attentat de l'église de Saint-Étienne-du-Rouvray              | Le 26 juillet 2016 à Saint-Étienne-du-Rouvray, le père Jacques Hamel, 86 ans, est égorgé dans son église. Un autre paroissien est blessé. | Adel Kermiche et Abdel Malik Petitjean sont abattus par les forces de l'ordre. |
| 2016  | Paris                                 | Projet d'attentat de la cathédrale Notre-Dame de Paris        | Le 4 septembre 2016 à Paris, tentative d'attentat à la voiture piégée contre la Cathédrale Notre-Dame de Paris par un commando de djihadistes. | Inès Madani est condamnée en première instance le 14 octobre 2019, à 30 ans de réclusion criminelle sans période de sûreté, Ornella Gilligmann à 25 ans de réclusion criminelle sans période de sûreté, Sarah Hervouët à 20 ans de réclusion criminelle sans période de sûreté, Amel Sakaou à 20 ans de réclusion criminelle sans période de sûreté par les assises de Paris.                             |
| 2017  | Paris                                 | Attaque contre des militaires au Carrousel du Louvre          | Le 3 février 2017 à Paris, attaque à la machette contre des militaires, l'un d'eux est blessé. | Abdallah El-Hamahmy est condamné le 21 juin 2021 à 30 ans de réclusion criminelle assortie d'une période de sûreté de 20 ans par les assises de Paris. |
| 2017  | Paris                                 | Colis piégé contre le FMI à Paris                             | Le 16 mars 2017 à Paris, un colis piégé explose au bâtiment du Fonds monétaire international, une personne est blessée. | Enquête en cours. |
| 2017  | Seine-Saint-Denis, Val-de-Marne       | Attaque du 18 mars 2017 à Orly                                | Le 18 mars 2017 à Orly, prise en otage une militaire par Zyed Belgacem avant d'être abattu. L'individu avait blessé par balle un policier quelques heures plus tôt lors d'un contrôle routier.                                                                   | Zyed Belgacem, auteur des faits est tué par les forces de l'ordre. |
| 2017  | Paris                                 | Attentat sur l'avenue des Champs-Élysées du 20 avril 2017     | Le 20 avril 2017 à Paris, un fonctionnaire de police est tué par balles sur l'avenue des Champs-Élysées. | Karim Cheurfi, auteur des faits est tué par les forces de l'ordre. |
| 2017  | Hauts-de-Seine                        | Attaque contre des militaires à Levallois-Perret              | Le 9 août 2017 à Levallois-Perret, cinq militaires sont blessés lors d'une attaque à la voiture bélier perpétré par Hamou Benlatrèche. | Hamou Benlatrèche est condamné le 13 décembre 2021 à 30 ans de réclusion criminelle assortie d'une période de sûreté de 20 ans par les assises de Paris. |
| 2017  | Bouches-du-Rhône                      | Attaque par arme blanche à la gare Saint-Charles de Marseille | Le 1er octobre 2017 à Marseille, un terroriste tue deux jeunes femmes (une égorgée, une éventrée) sur le parvis de la gare Saint-Charles avant d'être abattu par des militaires.                                                                                 | Ahmed Hanachi est abattu par les forces de l'ordre. |
| 2018  | Aude                                  | Attaques de Carcassonne et Trèbes                             | Le 23 mars 2018 à Carcassonne et Trèbes une série d'attaques terroristes fait quatre morts et quinze blessés. | Radouane Lakdim est tué par les forces de l'ordre. |
| 2018  | Paris                                 | Attentat du 12 mai 2018                                       | Le 12 mai 2018 à Paris, Khamzat Azimov tue un passant de 29 ans, Ronan Gosnet, quatre autres sont blessés. | Khamzat Azimov est tué par les forces de l'ordre. |
| 2018  | Bas-Rhin                              | Attentat du marché de Noël de Strasbourg                      | Le 11 décembre 2018 à Strasbourg, une attaque à l'arme à feux fait quatre morts et douze blessés sur le marché de Noël. | Chériff Chekatt, est tué par les forces de l'ordre. |
| 2019  | Paris                                 | Incendie de la rue Erlanger                                   | Le 4 février 2019 à Paris, un incendie déclenché criminellement fait dix morts et quatre-vingt-seize blessés. | Essia Boularès est condamnée le 23 février 2023 à 25 ans de réclusion criminelle. |
| 2019  | Orne                                  | Attentat de la prison de Condé-sur-Sarthe                     | Le 5 mars 2019 à Condé-sur-Sarthe, un détenu radicalisé, Michaël Chiolo, et sa compagne en visite, prennent en otage des surveillants pénitentiaires. | Hanane Aboulhana est tuée par les forces de l'ordre. |
| 2019  | Rhône                                 | Attentat de la rue Victor-Hugo de Lyon                        | Le 24 mai 2019 à Lyon, une attaque à la bombe fait 14 blessés dans une rue passante. | |
| 2019  | Paris                                 | Attentat de la préfecture de police de Paris                  | Le 3 octobre 2019 à Paris, un agent de police radicalisé tue quatre de ses collègues à l'arme blanche avant d'être abattu. | Michael Harpon est tué par les forces de l'ordre. |
| 2019  | Pyrénées-Atlantiques                  | Attentat à la mosquée de Bayonne                              | Le 28 octobre 2019 à Bayonne, un retraité de 84 ans, tente de commettre un attentat à la bombe contre une mosquée. | Claude Sinké, auteur des faits meurt en prison avant son procès le 26 février 2020. |
| 2020  | Val-de-Marne                          | Attentat du 3 janvier 2020 à Villejuif                        | Le 3 janvier 2020 à Villejuif, un homme attaque au couteau des promeneurs dans un parc, faisant un mort et deux blessés. | Nathan Chiason est tué par les forces de l'ordre. |
| 2020  | Drôme                                 | Attaque du 4 avril 2020 à Romans-sur-Isère                    | Le 4 avril 2020 à Romans-sur-Isère, un migrant soudanais attaque des passants dans la rue, il fait deux morts et cinq blessés. | |
| 2020  | Hauts-de-Seine                        | Attaque du 27 avril 2020 à Colombes                           | Le 27 avril 2020 à Colombes, un homme radicalisé percute volontairement deux motards de la Police Nationale, les blessant grièvement. | |
| 2020  | Paris                                 | Attaque du 25 septembre 2020 à Paris                          | Le 25 septembre 2020 à Paris, un migrant pakistanais tente de tuer au couteau deux journalistes devant les locaux de Charlie-Hebdo. | |
| 2020  | Yvelines                              | Assassinat de Samuel Paty                                     | Le 16 octobre 2020 à Conflans-Sainte-Honorine, un professeur de collège, Samuel Paty, est décapité par un terroriste islamiste pour avoir montré des caricatures de Mahomet de Charlie Hebdo dans le cadre d'un cours d'EMC portant sur la liberté d'expression. | L'auteur des faits, Abdoullakh Anzorov, est aussitôt abattu par les forces de l'ordre. |
| 2020  | Alpes-Maritimes                       | Attentat de la basilique Notre-Dame de Nice                   | Le 29 octobre 2020 à Nice, un homme tue trois fidèles au couteau lors de l'attaque de la basilique. | |

#### Lynchages / Rixes / Bavures policières
| Année | Département(s)   | Affaire                   | Résumé | Condamnations et commentaires |
| ----- | ---------------- | ------------------------- | --- | --- |
| 2013  | Paris            | Affaire Clément Méric     | Mort, au cours d'une rixe, d'un jeune militant d'extrême gauche, Clément Méric, le 5 juin 2013. | Esteban Morillo est condamné en première instance le 14 septembre 2018 à 11 ans de prison ferme, Samuel Dufour à 7 ans de prison ferme par les assises de Paris. |
| 2014  | Tarn             | Mort de Rémi Fraisse      | Mort de Rémi Fraisse, un militant écologiste de 21 ans, après qu'une grenade OF F1 s'est coincée entre sa veste et son sac à dos lors de violents affrontements à Lisle-sur-Tarn. | La justice ordonne un non-lieu. |
| 2015  | Ille-et-Vilaine  | Affaire Babacar Gueye     | Babacar Gueye est abattu par un policier dans la nuit du 2 au 3 décembre 2015 à Rennes. | La justice ordonne un non-lieu. |
| 2016  | Val-d'Oise       | Affaire Adama Traoré      | Mort suspecte d'Adama Traoré, le 16 juillet 2016, à la suite d'une interpellation. Il décède à la gendarmerie de Persan. Sa mort prend une ampleur médiatique à la suite de la médiatisation de bavures policières en France et à l'étranger.                                                | Instruction en cours. |
| 2017  | Paris            | Mort de Liu Shaoyao       | Liu Shaoyao est abattu par la police lors d'une intervention à son domicile. | La justice ordonne un non-lieu. |
| 2017  | Loir-et-Cher     | Mort d'Angelo Garand      | Angelo Garand est un homme de la communauté du voyage abattu à 37 ans par le GIGN au domicile de ses parents à Seur. | La justice ordonne un non-lieu. |
| 2018  | Bouches-du-Rhône | Affaire Zineb Redouane    | Mort de Zineb Redouane, 80 ans, après avoir reçu une grenade lacrymogène à sa fenêtre provenant d'un policier lors d'une manifestation du gilets jaunes à Marseille, le 2 décembre 2018. | Instruction en cours. |
| 2019  | Loire-Atlantique | Affaire Steve Maia Caniço | Mort par noyade de Steve Maia Caniço, 24 ans, après une intervention de la police provoquant un vent de panique lors de la célébration de la fête de la musique sur le quai Président-Wilson à Nantes. Son corps est retrouvé dans la Loire un mois plus tard.                               | Instruction en cours. |
| 2020  | Paris            | Affaire Cédric Chouviat   | Mort de Cédric Chouviat, plaqué au sol par des policiers sur le quai Branly, le 3 janvier 2020. | Instruction en cours. |
| 2020  | Paris            | Affaire Michel Zecler     | Michel Zecler, producteur de rap, est victime d'une violente agression et d'injures racistes de la part de policiers dans son studio, le 21 novembre 2020. Cette altercation a connu un large impact médiatique en France grâce notamment à la diffusion d'images de caméra de surveillance. | Instruction en cours. |

#### Sans homicide connu
| Année       | Département(s)           | Affaire                       | Résumé | Condamnations et commentaires |
| ----------- | ------------------------ | ----------------------------- | --- | --- |
| 2011        | Calvados                 | Affaire Mathis                | Disparition de Mathis Jouanneau, huit ans, le 4 septembre 2011. Son père est le principal suspect de l'enlèvement. | Enquête en cours ; affaire non élucidée en 2025. |
| 2011        | Morbihan                 | Affaire Lionel Floury         | Lionel Floury est victime de quatre tentatives d'assassinat commanditées par sa femme Murielle Floury née Couret. Avec la complicité de son amant Patrick Pluot, elle a utilisé comme homme de main Jean-Sébastien Thomas, le petit ami de sa fille. | Murielle Couret est condamnée le 13 mai 2014 en première instance à 20 ans de réclusion criminelle sans période de sûreté par les assises du Morbihan.                                                                                         |
| 2011 - 2012 | Savoie                   | Les disparus du Fort de Tamié | Disparition de Jean-Christophe Morin au festival du Fort de Tamié. Disparition de Ahmed Hamadou au même festival l'année suivante | Les restes de Ahmed Hamadou ont été retrouvés en 2023. Nordahl Lelandais est soupçonné car il était au festival au moment de ces disparitions. Affaire non élucidé en 2025                                                                     |
| 2012 - 2013 | Bouches-du-Rhône         | Affaire Gomis                 | Série de viols, de tentatives de viol et agressions sexuelles fin décembre 2012 à Marseille. | Yoan Gomis est condamné en première instance le 10 septembre 2015 à 12 ans de réclusion criminelle sans période de sûreté par les assises des Bouches-du-Rhône.                                                                                |
| 2014        | Hauts-de-Seine           | Affaire Nabilla               | La vedette de télé-réalité Nabilla Benattia assène à son compagnon Thomas Vergara un coup de couteau dans le thorax le 7 novembre 2014 à Boulogne-Billancourt. Ce dernier ne porte pas plainte.                                                      | Nabilla Benattia est condamnée en première instance le 19 mai 2016 à 2 ans de prison dont 6 mois ferme par le tribunal correctionnel de Nanterre.                                                                                              |
| 2015        | Gard                     | Affaire Lucas Tronche         | Disparition de Lucas Tronche, 15 ans, le 18 mars 2015 à Bagnols-sur-Cèze. Plusieurs pistes sont étudiées par les enquêteurs. | Affaire résolue le 8 juillet 2021. Il s'agit d'une chute accidentelle. |
| 2015        | Ain                      | Affaire Turan Bekar           | Tentative d'assassinat de Turan Bekar par son épouse Ayten Yalcin. | Ayten Yalcin est condamnée en première instance le 28 juin 2019 à 18 ans de réclusion criminelle sans période de sûreté, son frère Engin Yalcin est condamné à 16 ans de réclusion criminelle sans période de sûreté par les assises de l'Ain. |
| 2016 - 2022 | Seine-Saint-Denis, Maroc | Affaire Bouthier.             | En mai 2022, Jacques Bouthier, le PDG d'Assu 2000, est mis en examen pour « traite d'êtres humains » et « viols sur mineure ». | |
| 2016        | Gard                     | Affaire Antoine Zoia          | Disparition d'Antoine Zoia, 16 ans, le 1er mars 2016. Son corps est retrouvé pendu à un arbre dans un massif forestier de Clarensac le 27 septembre 2018.                                                                                            | Enquête en cours ; affaire non élucidée en 2025. |
| 2020        | Paris                    | Affaire French Bukkake        | Différents responsables de la plateforme de vidéos pornographiques sont mis en examen pour « traite d'êtres humains aggravée, viols en réunion » et « proxénétisme aggravé ».                                                                        | |
| 2020        | Tarn                     | Affaire Delphine Jubillar     | Disparition de Delphine Jubillar, mère de famille de 33 ans, dans la nuit du 15 au 16 décembre 2020 à Cagnac-les-Mines. | Mari incarcéré ; enquête en cours, affaire non élucidée en 2025. |

### 2021 – 2030

#### Faits divers / Exécutions
| Année | Département(s)        | Affaire                                        | Résumé | Condamnations et commentaires |
| ----- | --------------------- | ---------------------------------------------- | --- | --- |
| 2021  | Gironde               | Affaire Chahinez Daoud                         | Le 4 mai 2021, à Mérignac, Chahinez Daoud, 31 ans, est victime d'une agression au fusil puis immolée par son mari. | |
| 2022  | Corrèze               | Affaire Justine Vayrac                         | Le 23 octobre 2022 à Brive, Justine Vayrac, jeune maman de 20 ans a été tuée dans la nuit du 22 au 23 octobre alors qu'elle sortait d'une discothèque de Brive. | Lucas Larivée, le principal suspect, avoue l'avoir tuée. Cet agriculteur de 21 ans a été mis en examen pour enlèvement, viol et meurtre aggravé. |
| 2022  | Bouches-du-Rhône      | Affaire Yvan Colonna                           | Le 2 mars 2022 à Arles, Franck Elong Abé, détenu de la maison centrale d'Arles, agresse mortellement Yvan Colonna, détenu condamné à la réclusion criminelle à perpétuité. | |
| 2022  | Deux-Sèvres et Vendée | Meurtres de Leslie Hoorelbeke et Kévin Trompat | Leslie Hoorelbeke et Kévin Trompat disparaissent dans la nuit du 25 novembre au 26 novembre 2022 à Prahecq. Après leur enlèvement et leur séquestration, leurs corps sont retrouvés début mars 2023 à Puyravault (Charente-Maritime). L'autopsie révèle que leur mort a probablement été provoquée par des coups portés avec un objet contondant. | Cinq suspects ont été placés en garde à vue, puis en détention provisoire : Tom Trouillet, Nathan Badji, Enzo Challat, Stevan Mathieu et Mickael Zadi. |
| 2023  | Finistère             | Affaire Héléna Cluyou                          | Le 29 janvier 2023 à Brest, Héléna Cluyou, 20 ans, élève infirmière, est retrouvée morte et en partie calcinée. | Sylvain Legrand, 36 ans principal suspect meurt à l'hôpital le jeudi 9 février 2023. La semaine précédente, il avait tenté de mettre fin à ses jours à deux reprises, après avoir confié à des proches "avoir commis une bêtise, que sa vie était finie" et que "c'était un accident". |
| 2023  | Pyrénées-Atlantiques  | Affaire Agnès Lassalle                         | Le 22 février 2023 à Saint-Jean-de-Luz, Agnès Lassalle, professeure d'espagnol de 53 ans, a été poignardée en plein cours par l'un de ses élèves de seconde, âgé de 16 ans. | L'élève de 16 ans au lycée Saint-Thomas d'Aquin à Saint-Jean-de-Luz, a reconnu les faits et a été placé en détention. Aurait fait part d'une « petite voix qui lui parle et lui aurait suggéré la veille de commettre un assassinat » |
| 2023  | Marne                 | Affaire Carène Mezino                          | Le 22 mai 2023 à Reims, Carène Mezino, infirmière de 37 ans est assassinée dans l'exercice de ses fonctions au CHU de Reims | Franck Freyburger, 59 ans, diagnostiqué « schizophrène paranoïde » est poursuivi pour l'assassinat. |
| 2023  | Gard                  | Affaire Sihem Belouahmia                       | Sihem Belouahmia, lycéenne de 18 ans, disparait le 25 janvier 2023 près d'Alès, dans le Gard. Elle est retrouvée morte le jeudi 2 février, dans un chemin forestier, non-loin du lieu de sa disparition. | Mahfoud H. est placé en garde à vue. Il avoue l'avoir tué dans le cadre d'une dispute de leur relation amoureuse. |
| 2024  | Paris                 | Affaire Philippine                             | Philippine Le Noir de Carlan, étudiante de 19 ans, est tuée le 20 septembre 2024 au bois de Boulogne par Taha Oualidat. | Le suspect, Taha Oualidat est un marocain sous OQTF. Il est arrêté en Suisse le 21 septembre 2024 et est en cours d'extradition pour une éventuelle mise en examen pour viol suivi de meurtre. L'affaire suscite de nombreuses réactions médiatiques et politiques, notamment avec le questionnement sur le suivi des personnes condamnées pour viol, l'éloignement des personnes faisant l'objet d'une OQTF, les critères juridiques permettant au juge de prolonger la rétention administrative d'un étranger en situation irrégulière et la « double peine ».                                                                         |
| 2025  | Nogent (Haute-Marne)  | Affaire Mélanie                                | Mélanie G., surveillante de 31 ans au collège Françoise-Dolto, est tuée le 10 juin 2025 par Quentin G., un élève de 14 ans. L’agression se produit vers 8 h lors d’un contrôle des sacs, en présence de gendarmes, dans le cadre du plan de sécurisation des établissements scolaires.                                                            | L’auteur présumé, Quentin G., élève de 3e, n’était pas connu des services de police. Il avait été deux fois exclu pour indiscipline, bien qu’il ait aussi été référent contre le harcèlement. Il poignarde Mélanie G. à plusieurs reprises avec un couteau. L’affaire suscite une onde de choc dans le monde éducatif, et entraîne des réactions politiques, notamment sur la banalisation des armes blanches en milieu scolaire. Le président Emmanuel Macron, le Premier ministre François Bayrou, ainsi que plusieurs syndicats enseignants expriment leur émotion et leur colère. Une enquête pour homicide volontaire est en cours. |

#### Meurtres sur mineurs
| Année | Département(s)          | Affaire                  | Résumé | Condamnations et commentaires |
| ----- | ----------------------- | ------------------------ | --- | --- |
| 2021  | Val d'Oise              | Affaire Alisha           | Assassinat d'Alisha Khalid par deux de ses camarades de collège, à Argenteuil | Treize ans de prison pour son assassin, dix ans pour sa complice |
| 2022  | Paris                   | Affaire Lola             | Le 14 octobre 2022, Lola Daviet, 12 ans, disparaît à Paris. Son corps est retrouvé dans une malle. La fillette a été tuée par Dahbia Benkired. | Dahbia Benkired, sans domicile fixe de 24 ans de nationalité algérienne, visée par une OQTF, est mise en examen pour « meurtre en lien avec un viol sur mineur de 15 ans, viol sur mineur de 15 ans avec actes de torture et de barbarie et recel de cadavre » et incarcérée. L'affaire déclenche de vives réactions politiques du fait de l'OQTF de la meurtrière. |
| 2022  | Lot-et-Garonne          | Affaire Vanesa           | Le 18 Novembre 2022, Vanesa, 14 ans, est enlevée, violée et tuée alors qu'elle rentrait chez elle après son cours d'EPS au collège à Tonneins. | Le principal suspect Romain Chevrel, 31 ans, arrêté, reconnait immédiatement être l'auteur du viol et est mis en examen pour "enlèvement, séquestration, viol et meurtre sur mineure" et incarcéré. L'affaire s'est propagée jusqu'en Espagne, au Pérou et en Colombie, où vivent des proches de ses parents.                                                       |
| 2023  | Drôme                   | Mort de Thomas           | Dans la nuit du 18 au 19 novembre 2023, Thomas Perotto, 16 ans, décède après avoir été frappé à deux reprises à l'arme blanche. Deux autres victimes, de 23 et 28 ans, sont placées en urgence absolue. Les agresseurs ont blessé une dizaine de personnes au total. | L'affaire a suscité beaucoup d'émotion dans la classe politique. |
| 2023  | Alpes-de-Haute-Provence | Mort d'Émile             | Le 8 juillet 2023 au Haut-Vernet, Émile disparait alors qu'il jouait dans le jardin de ses grands-parents. Le 30 mars 2024, son crâne et quelques ossements sont retrouvés par une randonneuse non loin du hameau d'où il vivait. | Enquête en cours ; affaire non élucidée en 2025. |
| 2023  | Bas-Rhin                | Meurtre de Lina Delsarte | Le 23 septembre 2023, Lina Delsarte, 15 ans, disparaît alors qu'elle effectue le chemin entre son domicile à Champenay et la gare de Saint-Blaise-la-Roche ,où elle devait prendre un train pour rejoindre son compagnon. Son corps est retrouvé le 16 octobre 2024 est retrouvé dans une zone boisée et isolée à Sermoise-sur-Loire, dans la Nièvre. | Enquête en cours ; affaire non élucidée en 2025. Le principal suspect, Samuel Gonin, se suicide par pendaison le 10 juillet 2024 à Besançon. |
| 2024  | Seine-Maritime          | Meurtre de Celya         | Le 12 juillet 2024, Julien G., toxicomane de 42 ans, agresse sa belle-fille de 6 ans et la "claque au sol". La mère s'interpose et est victime de neufs coups de couteau. Le suspect enlève Celya, une Alerte enlèvement est déclenchée. Le corps de l'enfant est retrouvé le lendemain vers 6 h, à proximité du véhicule du suspect qui est arrêté. Le meurtre de Celya a été d'une extrême violence, avec un « fracas majeur à l’arrière du crâne »,. | Instruction en cours. |
| 2025  | Essonne                 | Meurtre de Louise        | Le 7 février 2025, Louise Lassalle, une collégienne de 11 ans, disparaît à Épinay-sur-Orge alors qu’elle rentre de l’école. Son corps est retrouvé le lendemain matin dans le bois des Templiers, près de son domicile. Owen L., un voisin de 23 ans, est rapidement identifié comme principal suspect. Connu pour des antécédents de violence, notamment envers sa sœur, il avoue le meurtre, déclarant avoir agi sous l’emprise de la colère après une défaite au jeu vidéo en ligne Fortnite. L’affaire suscite une vive émotion en France et relance le débat sur l’influence des jeux vidéo violents et la sécurité des enfants. | ’‘En attente de jugement.’’ |

#### Attentats / Tueries de masse
| Année | Département(s)             | Affaire                                     | Résumé | Condamnations et commentaires |
| ----- | -------------------------- | ------------------------------------------- | --- | --- |
| 2021  | Yvelines                   | Attaque de Rambouillet                      | Le 23 avril, à Rambouillet, Stéphanie Monfermé, 49 ans, policière, est égorgée par Jamel Gorchene, 36 ans, ressortissant tunisien régularisé en 2019, aux cris d'« Allah akbar ». | Jamel Gorchene, auteur des faits est tué par les forces de l'ordre. |
| 2022  | Paris                      | Fusillade du 23 décembre 2022 à Paris       | Le 23 décembre, dans le 10e arrondissement de Paris, une fusillade visant les Kurdes fait 3 morts dont la militante Emine Kara et 4 blessés. | William Mallet, 69 ans, a été mis en examen pour assassinat, homicides volontaires, violences aggravées et infractions à la législation sur les armes. Il dit avoir agi par racisme. |
| 2023  | Arras (Pas-de-Calais)      | Assassinat de Dominique Bernard             | Un ancien élève du lycée Gambetta-Carnot d’Arras âgé de 20 ans, fiché S pour radicalisation, s'introduit dans l'établissement avec un couteau, et poignarde mortellement un professeur, et en blesse un autre ainsi que deux agents d'entretien. Il est arrêté par les forces de l'ordre. L'assaillant prête allégeance au groupe terroriste Etat islamique | Le PNAT s'est saisi et a ouvert une enquête |
| 2023  | Paris                      | Attentat du pont de Bir-Hakeim              | Un homme armé d'un couteau et d'un marteau a attaqué un groupe de touristes et tué un Allemand avant de s'enfuir et de s'attaquer à d'autres personnes et de blesser deux d'entre eux. L'assaillant a ensuite été arrêté par la police grâce à un tir de pistolet à impulsions électriques. | |
| 2024  | Espinasse-Vozelle (Allier) | Tuerie de masse dans l'Allier               | Le 13 juillet, un homme a ouvert le feu lors d’une fête d’anniversaire tuant trois personnes et faisant 4 blessés en urgence absolue, avant de se suicider. L'auteur est un ancien militaire, qui vivait reclus. | |
| 2024  | Dunkerque                  | Fusillades de Dunkerque du 14 décembre 2024 | Paul Domis, 22 ans, commet une tuerie à la chaîne le 14 décembre 2024 : il tue son ancien patron à Wormhout, puis deux anciens collègues, à Loon-Plage ainsi que migrants kurdes iraniens de 20 et 28 ans. Le tueur reprend la route et se rend à la gendarmerie de Ghyvelde,. | Mis en examen pour assassinats et meurtres. |
| 2025  | Nantes                     | Tuerie dans un lycée de Nantes              | Le 25 avril, un lycéen de 16 ans, attaque au couteau des élèves en classe, tuant une lycéenne, et blessant 3 autres lycéens dont un grièvement. Il est neutralisé par un employé du lycée, puis interpellé. Il a un profil solitaire, dépressif et suicidaire. Il a rédigé un manifeste avant son passage à l'acte, dénonçant de façon confuse écocide et aliénation de la société. Il serait également adorateur d'Hitler et des nazis. | Le suspect est interné en psychiatrie. |
| 2025  | La Grand-Combe (Gard)      | Meurtre d’Aboubakar Cissé                   | Le 25 avril, un individu de 20 ans, rentre dans une mosquée, puis après quelques minutes poignarde mortellement un fidèle de 40 à 50 coups de couteau. La victime est Aboubakar Cissé, un jeune malien d'une vingtaine d'année, bénévole dans le lieu de culte. L'assaillant film en direct l'agonie de sa victime et profère des insultes islamophobes. Le parquet envisage un crime raciste et islamophobe. Le PNAT est en observation mais ne s'est pas saisi, toutefois le Conseil français du culte musulman dénonce un "attentat terroriste anti-musulman".                                               | Le suspect s'est rendu à la police. |
| 2025  | Puget-sur-Argens (Var)     | Meurtre d’Hichem Miraoui                    | Le 31 mai, un homme de 45 ans, d’origine tunisienne, est abattu par balles sur le parvis d’un salon de coiffure à Puget‑sur‑Argens. Le tireur, âgé de 53 ans, était connu pour ses propos racistes et menaçants sur les réseaux sociaux. Il relayait régulièrement des publications de figures du Rassemblement national comme Marine Le Pen, Jordan Bardella ou David Rachline, et appelait à voter pour le RN afin de « virer les immigrés ». Il est mis en examen pour assassinat en raison de l’origine ou de la religion, et pour tentative d’assassinat, l’affaire étant désormais instruite par le PNAT. | |

#### Lynchages / Rixes / Bavures policières
| Année | Département(s) | Affaire                       | Résumé | Condamnations et commentaires                                                                   |
| ----- | -------------- | ----------------------------- | --- | ----------------------------------------------------------------------------------------------- |
| 2021  | Paris          | Affaire Yuriy                 | Le 15 janvier, à Paris, violent passage à tabac d'un adolescent de 14 ans, Yuriy, par une dizaine d'individus.                                                               | Treize personnes renvoyées en procès criminel.                                                  |
| 2022  | Creuse         | Affaire Robert Hendy-Freegard | Le 26 août, à Vidaillat, deux gendarmes sont blessés lors d'un refus d'obtempérer de la part de Robert Hendy-Freegard, un ressortissant britannique condamné pour tromperie. |                                                                                                 |
| 2023  | Haute-Savoie   | Attaque au couteau à Annecy   | Le 8 juin, à Annecy, un individu poignarde six personnes, dont quatre enfants en bas âge, au sein et autour d'une aire de jeux.                                              | À l'issue de sa garde à vue, Abdelmasih Hannoun est mis en examen pour tentatives d’assassinat. |

#### Sans homicide connu
| Année       | Département(s)   | Affaire               | Résumé | Condamnations et commentaires |
| ----------- | ---------------- | --------------------- | --- | --- |
| 2001 à 2021 | Paris et Hérault | Affaire Olivier Vidal | Entre 2001 et 2021, Olivier Vidal est reconnu coupable de viols aggravés sur trois jeunes garçons, d’agressions sexuelles sur cinq autres, et de corruption de mineurs concernant douze plaignants. Les faits se sont déroulés à Montpellier et à Paris. Durant cette période, il a participé à des ateliers de cinéma avec des adolescents, est intervenu dans des colonies de vacances, et s'est introduit dans des familles juives puis évangélistes, ainsi que dans l’entourage de jeunes passionnés de cinéma,. | Jugé en avril 2025. 16 ans de réclusion, 7 ans de suivi sociojudiciaire, avec 5 ans de plus à purger, en cas d’écart de conduite, et une interdiction définitive de toute activité avec des mineurs, qu’elle soit professionnelle ou bénévole. |

### XXeetXXIesiècles
- Collection « Histoire et documents, sous-collection des Grandes affaires criminelles » aux éditions De Borée. Plusieurs centaines de volumes, consacrés aux affaires criminelles s'étant déroulées dans tel ou tel département, telle ou telle région, ou par thématique : Frédéric Boudouresque, Les Grandes Affaires criminelles de l'Ain, 2004 ; Bruno Dehaye, Les Grandes Affaires criminelles de l'Aisne, 2008, etc.
- Renaud Thomazo, Les Grandes Affaires criminelles, Paris, Larousse, coll. « Les Documents de l'Histoire », 2011.